# أم قيس (إربد)
أم قيس بلدة أردنية تقع في لواء بني كنانة التابع لمحافظة إربد شمال المملكة. تقع على بعد 28 كم شمال إربد على ارتفاع 364 م تطل على نهر اليرموك وهضبة الجولان وبحيرة طبريا وقد كان لموقعها الاستراتيجي بالإضافة إلى وفرة مياها نقطة جذب للنشاط السكاني واسمها قديماً جدارا وتعني«التحصينات» أو «المدينة المحصنة» ومن أهم البقايا الأثرية: المدرج الغربي وشارع الأعمدة وكنيسة المقابر المزينة.

## التسمية
أم قيس" اسم أطلق منذ فترة لا تتعدى عشرات السنين، وقد تم اشتقاقه من الكلمة العثمانية "مكوس"، والتي تعني الضرائب.

## الموقع الجغرافي

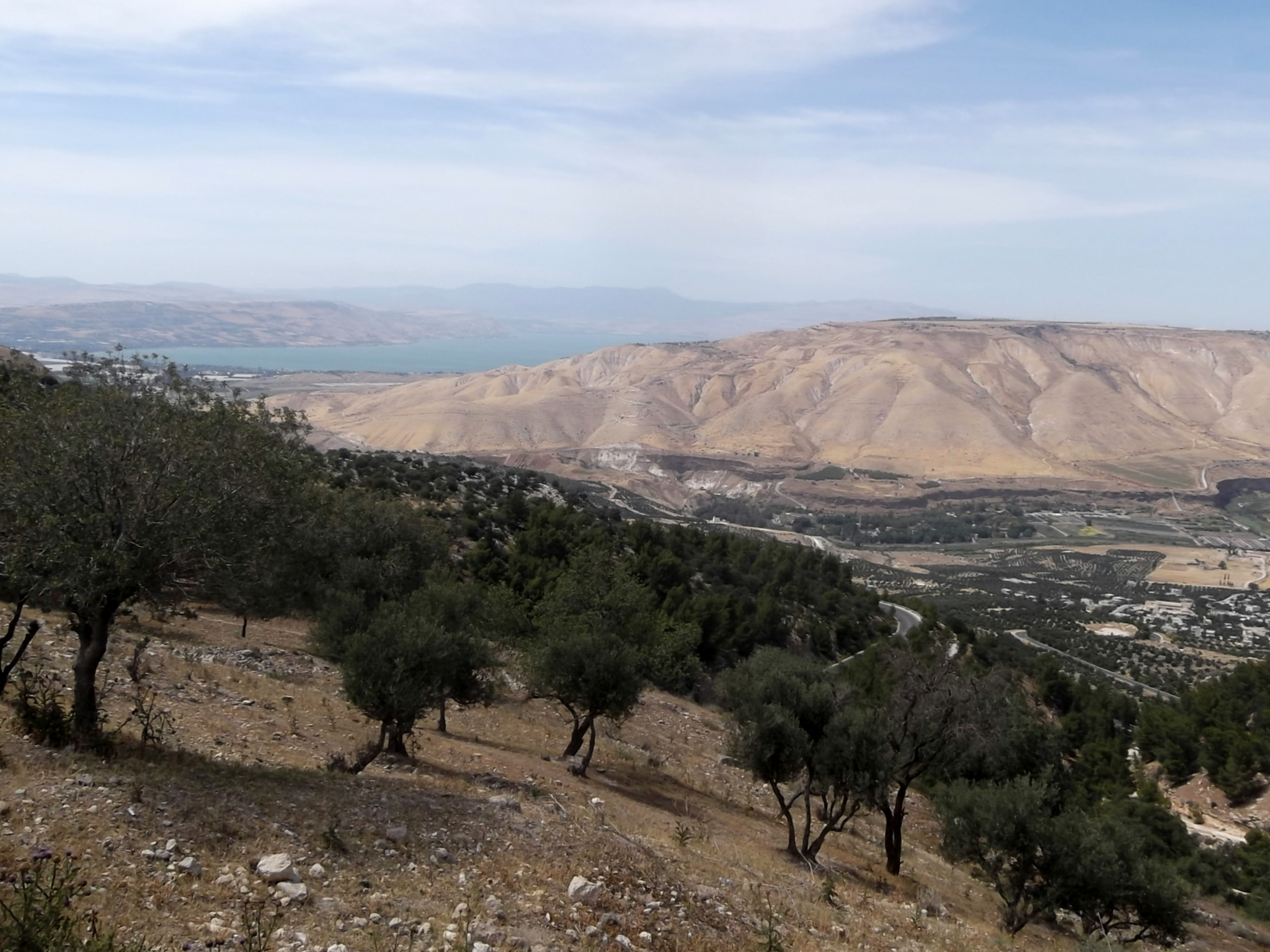
أم قيس في الأردن وبالخلف بحيرة طبريا

تقع أم قيس على بعد 28 كم شمال مدينة إربد، وهي أكبر مدن لواء بني كنانة في محافظة إربد، فوق مرتفع يعلو 364 متراً، عن سطح البحر، يحدها من الشمال ويفصلها عن هضبة الجولان نهر اليرموك ومن الجنوب وادي العرب الممتد من إربد حتى الشونة الشمالية غربا، ومن الغرب بحيرة طبريا، إذ ينحدر سهل أم قيس تدريجيا إلى بداية نهر الأردن عند مخرجه من بحيرة طبريا.

## تاريخ المدينة

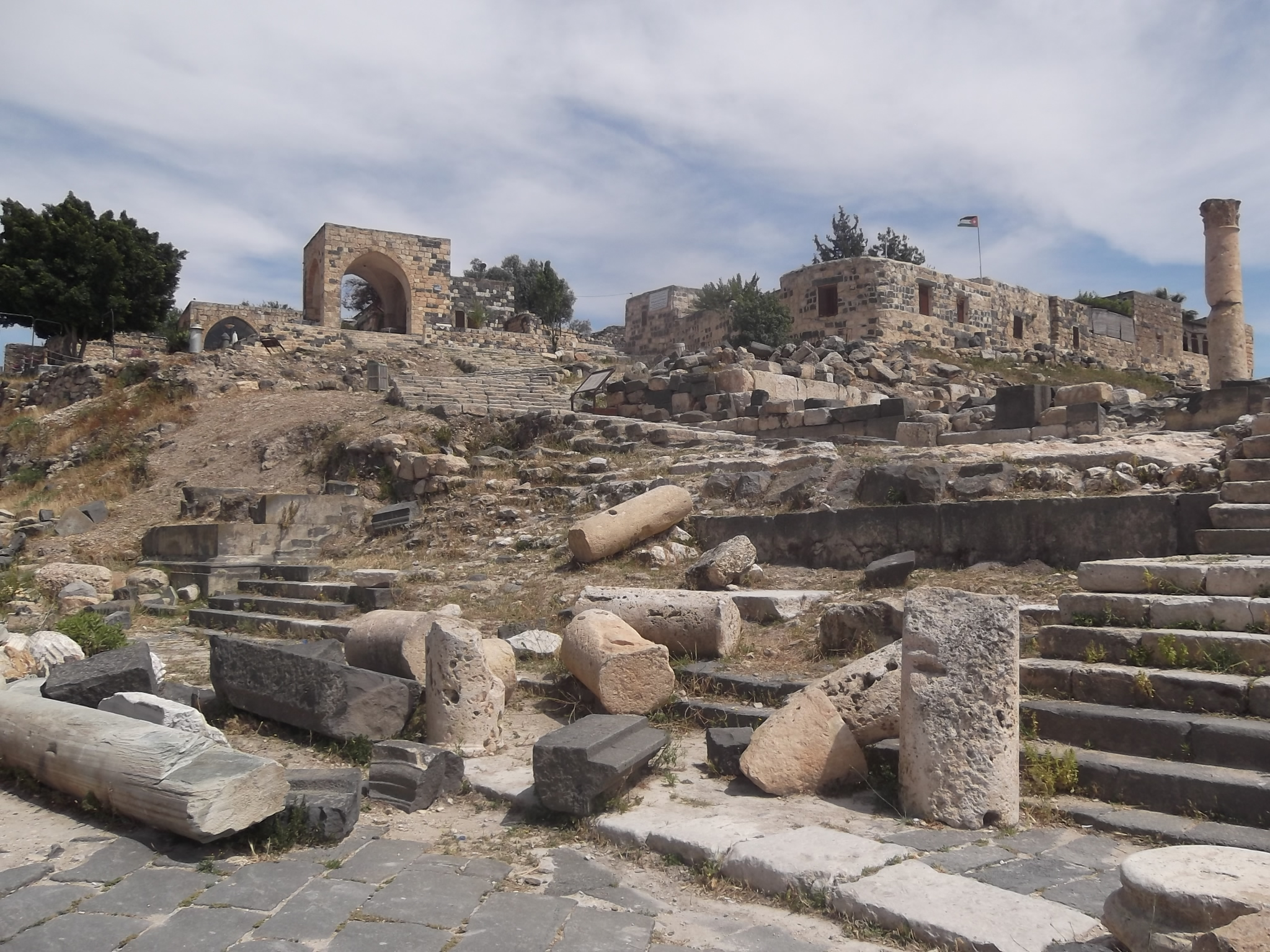
جانب من آثار وأعمدة مدينة جدارا، إحدى المدن اليونانية- الرومانية العشر في بلدة أم قيس في الأردن.

عُرفت أم قيس قديمًا باسم جدارا، وهي إحدى المدن اليونانية- الرومانية العشر (حلف المدن العشرة). وفي الأزمنة القديمة، كانت جدارا تقع في موقع استراتيجي ويمر بها عدد من الطرق التجارية التي كانت تربط سوريا وفلسطين.
في سنة 218 ق.م حكم بطليموس الرابع (221-203 ق.م) ملك مصر فلسطين والأردن وهاجمه أنطيوخوس الثالث السلوقي (223-186 ق.م) وقام بحملة عسكرية وسيطر على الجليل، واجتاز نهر الأردن واستولى على أجزاء من شمال الأردن واستسلمت له جدارا، وهكذا وصلت إليها الحضارة اليونانية.
اجتذبت الكتاب والفنانين والفلاسفة والشعراء في عصر اليونانين مثل: شاعر الهجاء مينيبوس، الشاعر الساخر ميلاغروس، الخطيب الفصيح ثيودوروس الذي عاش ما بين 14-37 بعد الميلاد.
في عام 63 قبل الميلاد احتلها القائد الروماني مومباي من الإغريق اليونان وضمها إلى حلف الديكابولس الذي أقيم أيام اليونان والرومان، وكان يضم عشر مدن في المنطقة الواقعة عند ملتقى حدود الأردن وسوريا وفلسطين، منها: جرش أميلا أو طبقة فحل في وادي الأردن، ومدينة أم الجمال شمالي شرق الأردن.
وخلال السنوات الأولى من الحكم الروماني، سيطر الأنباط وعاصمتهم البتراء على طرق التجارة حتى دمشق في الشمال. غير أن مارك أنتوني لم يكن راضياً عن هذا الوضع الذي كان ينافس الرومان، لذا فقد أرسل الملك هيرودوس العظيم على رأس جيش ليقاتل النبطيين. وفي النهاية تنازل النبطيون عن طرقهم التجارية في الشمال سنة 31 قبل الميلاد. وتقديراً لجهود هيرودوس العظيم، فقد قامت روما بمنحه مدينة جدارا، ووصلت المدينة قمة ازدهارها في القرن الثاني بعد الميلاد وانتشرت الشوارع المبلطة والهياكل والمسارح والحمامات فيها. وقد شبه ميلاغروس مدينة جدارا بأثينا، وهي شهادة تثبت أن المدنية أصبحت مركزاً للثقافة الهيلينية في الشرق الأدنى القديم. وقد انتشرت المسيحية ببطء بين أهالي جدارا. وابتداء من القرن الرابع الميلادي، أصبح أسقف جدارا يحضر المجامع الكنسية في نيقيا وخلدونية وإفسس.

نقش أرابيوس أحد نقوش اليونانية في أم قيس

بقيت جدارا، تنعم بالهدوء والاستقرار حتى سنة 162 عندما اجتاز الفرس نهر الفرات، واجتاحوا سوريا واحتلوا مدُنها وهبّ الإمبراطور الروماني ماركوس أوريليوس (161-180 م) لمقاومة الفرس وجهز الجيوش. ولقدعثر بمدينة أم قيس "جدارا" على كتابة كانت على قبر أحد الجنود من الكتيبة الرابعة عشرة (جامينا) التي تشير إلى الفرقة التي وصلت إلى أم قيس. وفي سنة 614 احتلتها الجيوش الفارسية ودمّرت كنائسها، ولم ترحم سكانها، وفي سنة 635 حررتها الجيوش الإسلامية من سيطرة الرومان بقيادة شرحبيل بن حسنة زمن الخليفة عمر بن الخطاب.
عندما تدخل مدينة «أم قيس» الأثرية تواجهك عبارة ٌ منقوشة على حجر الشاهد الذي كان منصوبا ً على قبر الشــاعر الكبير القديــم «أرابيوس» يخاطب فيها الضيوف قائلا ً «أيّهـَا المـَارُّ مِن هـُنا، كمَا أنت َ الآنَ، كنت ُ أنا، وكمـَا أنا َ الآن َ، سـَـتكون ُ أنت َ، فتمتـّع بالحياةِ لأنكَ فان ٍ».

## آثارها

مدرج أحد مسارح أم قيس

تتميز أم قيس بآثارها المحافظة إلى اليوم على شكلها الأساسي. تضم المدينة الكثير من المعالم الأثرية:
- المسرح الجنوبي (أم قيس)
- الكنيسة البيزنطية (أم قيس)
- المدرج الشرقي (أم قيس)
- الأسواق والمخازن
- مجمع الحمامات الرومانية (أم قيس)
- كنيسة البازيليكا
- الدكاكين المقنطرة (أم قيس)
- نيمغايوم

## تاريخ البحث الأثري
بدأت أعمال الحفر والترميم في أم قيس منذ عام 1930 م، من قبل الدائرة الآثار الأردنية ثم قام سيغفرد متمان بالمسح الأثري وحفر بمنطقة الحمام التي اكتشفها غرب القرية عام 1959 م ووصف ما وجده من نقوش وفسيفساء.
وفي عام 1961 م ابتدأت الحفريات الأثرية والمسوح في أم قيس عند فتح طريق الحمة، وفي عام 1968 م اكتشف مدفن ضمن المدينة الأثرية القديمة، وينقب فيه فريق DE1 المعهد البروتستانتي الألماني لدراسة الأراضي المقدسة، وفي عام 1974 م و1976 ،1977 م بمسح أثري سطحي شامل لأثر المدينة العليا، وفي عام 1986 م قام توماس فيبر من المعهد الألماني للآثار في برلين بمسح أثري شامل للموقع وفي أعوام 1986 -1987 م أجرت العثة تنقيبات في الضريح الأرضي، وتابعت سوزان كرنر وادولف هوفمان التنقيب خلال عامي 1991 و1992 في موقع البوابة التذكارية إلى الغرب من المدينة وفي عام 1992 تركزت الحفريات في منطقة الكنيسة والبنايات الجنوبية وشمال المسرح الغربي، وخلال السنوات 1992 – 1996 جنى وملدر وفريزن في المنطقة المسماة (A) وهي منطقة تقاطع الشارع الكبير مع الشارع الفرعي المتجه شمالا جنوبا عند الزاوية الشمالية الغربية للاكروبول، وقد عثر على قواعد بيانات وأرضيات غرف.

## أنظمة المياه في أم قيس
اشتهرت المدن الهلنستية – الرومانية بنقل المياه من الينابيع حتى وإن كانت من مسافات بعيدة، ولكون المدينة الرومانية تحتوي على حمامات ومرافق كثيرة، فإن الحاجة لعمل نظام كان من أهم ضرورات الدولة الرومانية. ولم يكن السبب فقط من أجل تلك المرافق بل السبب الرئيسي هو تلبية حاجة الإنسان والحيوان وللأغراض الزراعية، فلذلك تم قطع الأنفاق وبناء الجسور المائية ونحت الآبار والخزانات وغيرها. مما كون لمدينة أم قيس مركزاً للاستقرار البشري في العصور الهلنستية والرومانية والبيزنطية والإسلامية.
وإن الينابيع الرئيسة في أم قيس لا تفي بحاجة المدينة الرومانية، بسبب أن هذه الينابيع كانت أخفض بكثير من مستوى الموقع ومن الأمثلة على الينابيع عين أم قيس وماقوق ووعين أم التراب غيرها كينابيع دائمة تخدم الأغراض الزراعية بشكل مباشر. فكان الإعتماد الرئيسي في أم قيس على مياه الأمطار، وذلك على مر العصور حيث يبلغ المعدل السنوي للأمطار في أم قيس (400 -500) ملم فكان الجزء الأكبر من مياه الأمطار يخزن في الآبار والخزانات ولسقاية المزروعات، ولكي يتم الاستفادة من مياه الأمطار تم نحت القنوات في المناطق الزراعية لتجميع المياه في آبار وأحواض صغيرة لسقاية المصاطب الزراعية المنتشرة في المنحدرات.

## الأنظمة المائية
- نظام الجسور

إن أفضل ما بناه الرومان في أم قيس هو الجسر الذي كان يحمل فوقه قناة لنقل المياه وكان لموقعها ما بين الحافة الشرقية (الأكروبولوس)، والحافة الغربية من البلدة الحديثة حيث كان يتميز بوجود واد عميق يصعب نقل المياه من الحافة الشرقية إلى الحافة الغربية ثم إلى المدينة ولتفادي مثل هذه الصعوبات فقد تم بناء جسر يعتمد على الأقواس، يحمل فوقه قناة لتوصيل الماء وهي على شبه كبير من الجسر الموجود في قيساريا مارتيما (عوض 1998 : 45), ولقد تم العثور على أجزاء من الجسر بطول 60 م، إلا أن معظم أجزاء الجسر تم تدميره، والسبب الهزات الأرضية التي ضربت المنطقة بالإضافة إلى الشارع الحديث، وأما تبقى من هذا الجسر فهو قوس كبير تم العثور في الحافة الشرقية من الأكروبولوس وبلغ ارتفاعه حوالي 2.60 م والعرض 4 م بني من الحجارة الجيرية الضخمة (kerner 994 : 285 – 286).
وتميز القوس بأنه دعم أيضا بالحجارة الضخمة التي وجدت داخل القوس بالكامل، ولأنه آخر قوس من الجسر حيث يمكن أن تستقر المياه فوقه ليتم توزيعها بنظام إلى الموقع، وتشكل القوس شكل تصف دائري ونعتمد على حجر المفتاح وحيث يمكن أن تتهدم القوس إذا فقد ذلك الحجر، وقد ثبتت الحجارة بطبقة رقيقة من الملاط بين الحجارة، ويعتمد الجسر المائي على أقواس محمولة فوق دعامات أو أعمدة بنيت من حجارة جيرية ضخمة ويبلغ ما تبقى من هذه الدعامات أحد عشر دعامة ويمكن أن تحمل عشرة أقواس على طول الوادي إلا أنه لم يتم العثور سوى على القوس الأخير، وتتكون كل دعامة من مدماكين من الحجارة الضخمة بارتفاع حوالي 1 م، وتأخذ كل دعامة شكل المستطيل وتستخدم تلك الدعامات كأعمدة ترتكز عليها الأقواس من على الجانبين وقد بنيت الدعامات من الحجارة الجيرية يعصها بشكل طولي والعض الأخير بشكل عرضي، حيث يتم تثبيتها بشكل محكم واستخدمت الأسمنت بين الحجارة لتثبيتها وقد بنيت الدعامات فوق الصخر كبير، وتميزت بوجود تقنية فتحات التصريف باستخدامها في عدد من لمدن التي شكلت أنظمتها المائية شكلاً هندسيا قامت بالسيطرة وضبط مجاري المياه حيث عثر على أشكال مختلفة من تلك الفتحات أو الحواجز (عوض 1998 : 45 - 47)
- قناة الفرعون وتسميتها

وهذه القناة مكونة من نظام الأنفاق والجسور، ويبدو أن اسم قناة فرعون هو تسمية محلية تكمن تحت أسطورة مفادها أن هذه التجهيزات بنيت من قبل أحد الفراعنة المصريين.
ووصفها شوماخر في عام 1889 م في كتابه شمال عجلون، بأنها عبارة عن نفق منفرد رئيسي يمتد من عين تراب ثم يصل إلى جسر بالقرب من الحافة الشرقية من الأكروبولوس من أم قيس حيث يتجه إلى نفقين داخل الموقع الأثري هما النفق العلوي والنفق السفلي قصرن جوانبه الملاط الناعم الرمادي الملون (عوض 1998 : 48).
التوزيعات المائية:
تحجز المياه داخل النفق السفلي ويتم التحكم في توزيع المياه إلى خارج النفق عند نهايته الغربية بواسطة ثلاث ثقوب تخرج المياه منها، لتتوزع إلى المدينة بأكملها بوسطه شبكة من الأقنية المتطورة الموزعة بشكل هندسي على جوانب الشوارع الرئيسي والشارع الفرعي بشكل دقيق، فبعد أن تخرج المياه من النفق السفلي، تدخل في فرعين يسير الفرع الأول إلى الشمال وبالقرب من ساحة الكنيسة البيزنطية ينحرف هذا الفرع بزاوية 90 درجة إلى الغرب لتكمل سيرها أمام الكنيسة من الشمال، والفرع الأول هو عبارة عن قناتين تسيران بجانب بعضها البعض بشكل متوازي، أما القناة الثانية فهي تسير موازية للقناة الأولى متجهة إلى الغرب طول حوالي 30 م، وتفصل عن القناة الأولى بواسطة حجارة صغيرة الحجم من النوع الجيري تم تثبيتها بالأسمنت بعرض حوالي 30 سم على طول القناتين، بحيث تكون جدارا يفصل بين هاتين القناتين، وقد نحتت بالصخر ولكنها أصغر من القناة الأولى
فبعد أن تسير المياه في القناة الأولى ثم تتجه نحو المصب التابع لها فإن المياه تنحدر من المصب إلى الأسفل فإنها تنحدر إلى قناة جديدة (T) مبنية من الحجارة البازلتية المشذبة جداً، وهي من الحجارة الكبيرة، وقد تم قصارة جوانبها وأرضية هذه القناة بعدة طبقات من الملاط يبلغ سماكته 5 سم، إلا أنها مدمرة من جانبها الأخير الشمالي وأن القناة T تشير نحو الشارع الرئيسي بشكل منحدر مما يؤكد أنها تغذي الأقنية الموزعة في الشارع الرئيسي، وتعتبر قناة T الموجدة بجانب الشارع الرئيسي نقطة توزيع وإن هذه القناة تتفرع إلى فرعين الأول يقاطع الشارع الرئيسي باتجاه الشمال، والفرع الثاني فإنه يسير بجانب الشارع الرئيسي من الجنوب، لكي تغذي نظام القنوات الموجودة في الشارع الفرعي باتجاهات مختلفة حيث أطلق على تلك القنوات الرموز وهي (L، K، H، G، F، E، D, B,A) ومن المحتمل أن تلك القنوات كانت تحتوي على أنابيب فخارية (عوض 1998 :66 -69).
- النفق الرئيسي المرتبط بأنفاق أم قيس خارج الموقع

إن النبع الرئيسي الذي كان يمد أم قيس هو عين التراب إلى الشرق من أم قيس بحوالي 12 كم، وامتداد النفق بطول 23 كم تحت الأرض.
فان الأنفاق تمتد من عين التراب لتصل إلى أودية أبدر حيث يوجد فيها عدة عيون ويمكن استخدام هذه العيون حيث عثر في ذلك الوادي على أنفاق متجه إلى أم قيس.وان جميع الإنفاق الممتدة إلى أم قيس لم يتم قصارتها، ومن الممكن ان السبب في ذلك هو جريان الماء الدائم فيها باتجاه أم قيس ليخزن في الأنفاق الموجودة في الموقع لا يحتاج إلى أنفاق مقصورة، فهي لا يمكن أن تتسرب في الداخل الصخر لأنها دائمة الجريان ولا تستقر المياه داخل النفق الرئيسي (عوض 1998 : 77-76).
- الآبار

تعتبر الآبار من أقدم الأنظمة المائية التي استخدمها الإنسان لتخزين المياه، وكانت تتميز بالكثافة السكانية المجتمعة حول تلك الآبار، وكانت من أكثر الأنظمة استخداما معتمدة على تجميع الأمطار، وإن المياه تدخل إلى البئر بواسطة قناة نحتت على السطح تقود إلى الفوهة وتكون بشكل منحدر، وبعض الأقنية تم بناءها من الحجارة تصل من المسطح الذي تم قطعه بشكل منحدر ثم يبنون جدرانا دائرية أو مربعة الشكل فوق الفوهة من الحجارة الكبيرة وكان فوق الفوهة المبنية من الحجارة كان يوضع حجر كبير الحجم تم تجويفه من الوسط، يأخذ شكل المربع أو الدائري ويستخدم في إخراج الماء من البئر بواسطة حبل وانية وكانت تغلق هذه الفوهات بواسطة لوح معدني أو خشبي لمنع سقوط أي شيء داخل البئر ولوحظ هناك بعض الآبار تحتوي على ثلاث فوهات تبعد الواحدة عن الأخرى حوالي متر واحد، ويدل ذلك على كبر حجم ذلك البئر، وكان عدد الآبار في أم قيس في الموقع الأثري 110 بئرا، ويبلغ عمق الواحد منها 5 -10 م وقد تم قصارتها بطبقتين من القصارة الأولى طبقة خشنة وذلك لتثبيتها على جدران البئر الصخرية الناعمة، ثم يأتي فوقها قصارة ناعمة وهذه طبقات القصارة تمنع التلوث وتسرب المياه داخل الصخر، وتعتمد هذه الآبار على مياه الأمطار حتى تقوم هذه الآبار بتلبية حاجة سكان المدينة (عوض 1998 : 79).
- الخزانات

تمتاز الخزانات المائية في أم قيس بأن بعضها قطع في الصخر والبعض الآخر بني من حجارة بازلتية مشذبة، وقد كانت الخزانات مسقوفة بعضها بحجارة، واتخذت الآبار أشكالاً مختلفة منها مستطيل سقفه برميلي، وقد بلغ عدد الخزانات الموجودة في أم قيس ثلاث خزانات موزعة في الموقع الأثري، وكان بعضها معتمد على مياه الأمطار والآخر معتمد على أنظمة قنوات المياه الممتدة داخل المدينة الأثرية (عوض 1998 : 83).

## متفرقات
- يقول الكتاب المقدس أنها البقعة التي طرد فيها يسوع المسيح الأرواح الشريرة من مجنونين، وخرجت الأرواح الشريرة من المجنونين ودخلت في قطيع من الخنازير (إنجيل القديس متى 28:8 - 34).
- يوجد داخل أم قيس متحف للآثار ويعرض في هذا المتحف التماثيل والفسيفساء والعملات المعدنية.
- يوجد استراحة في أم قيس مطلة على بحيرة طبريا (بحر الجليل).

يوجد بها ثلاث مدارس هي: مدرسة أم قيس الأساسية، مدرسة أم قيس الثانوية الشاملة للبنات، مدرسة أم قيس الثانوية للبنين الثانوية

## معرض الصور

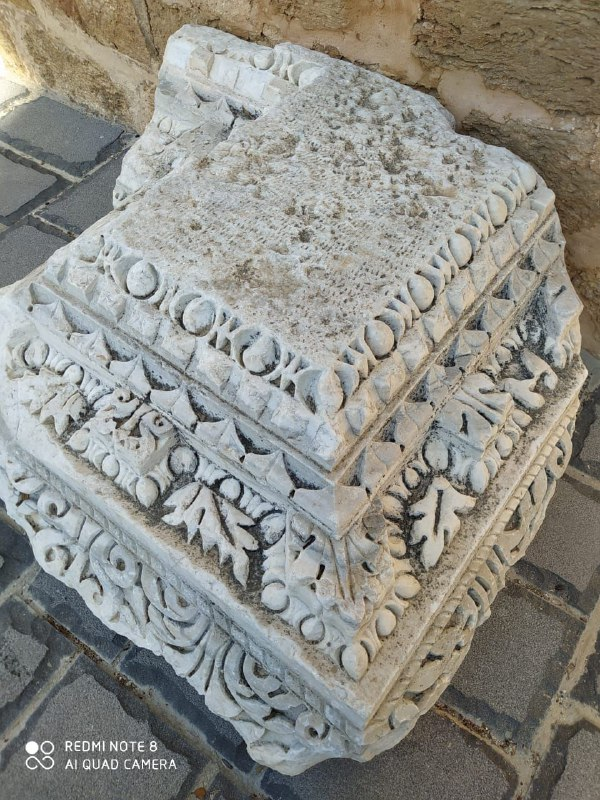
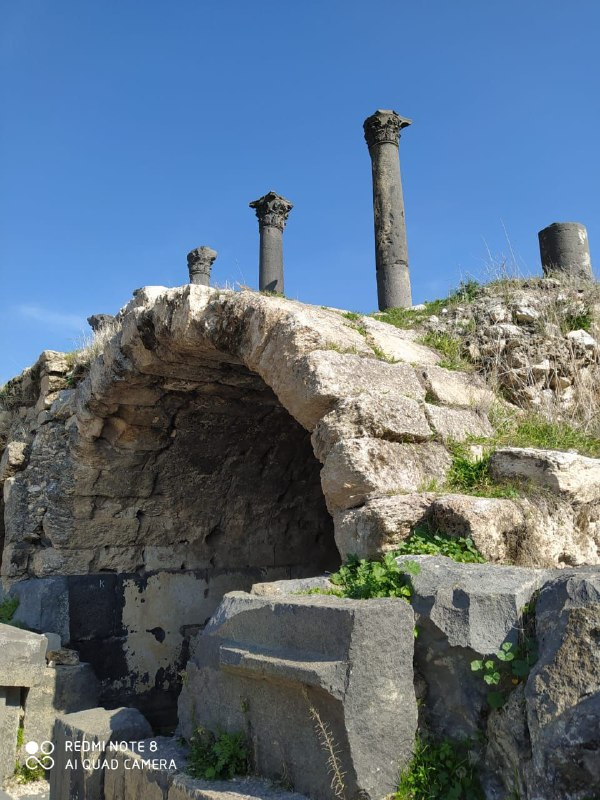
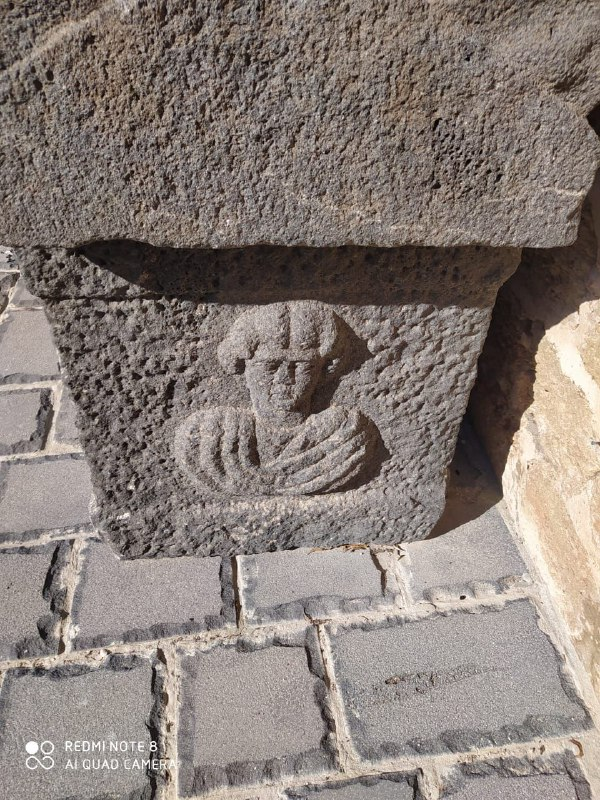
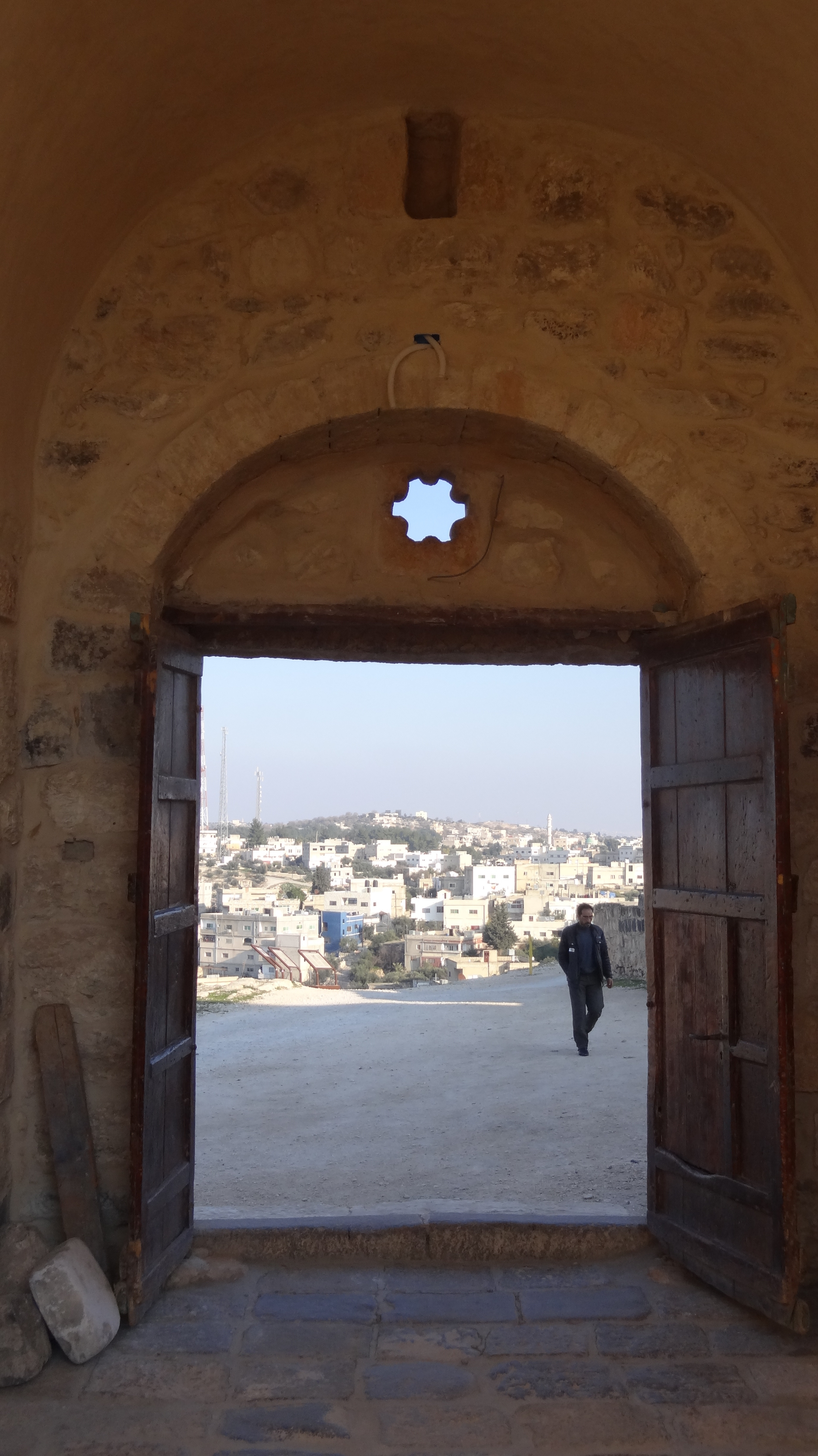
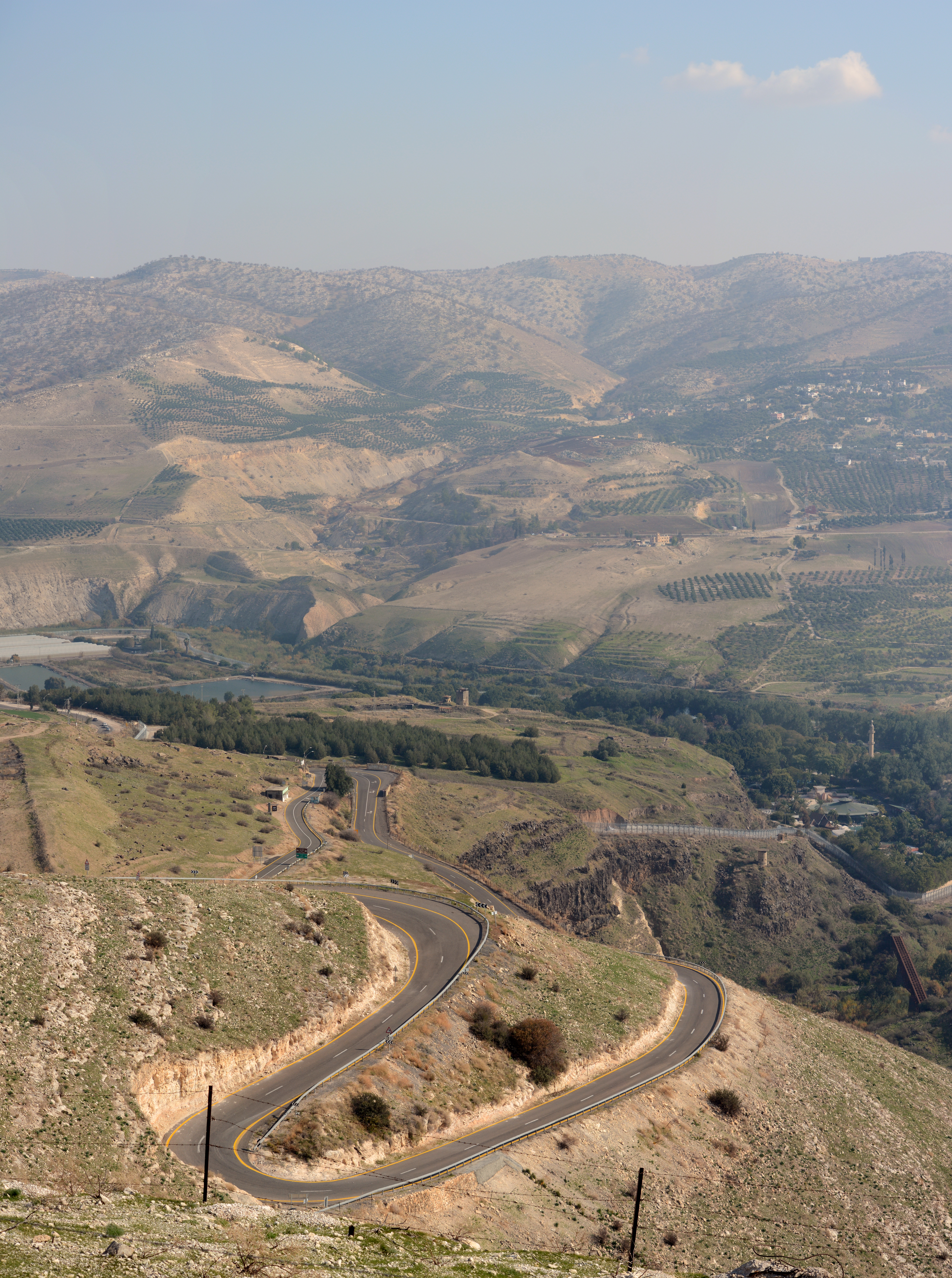
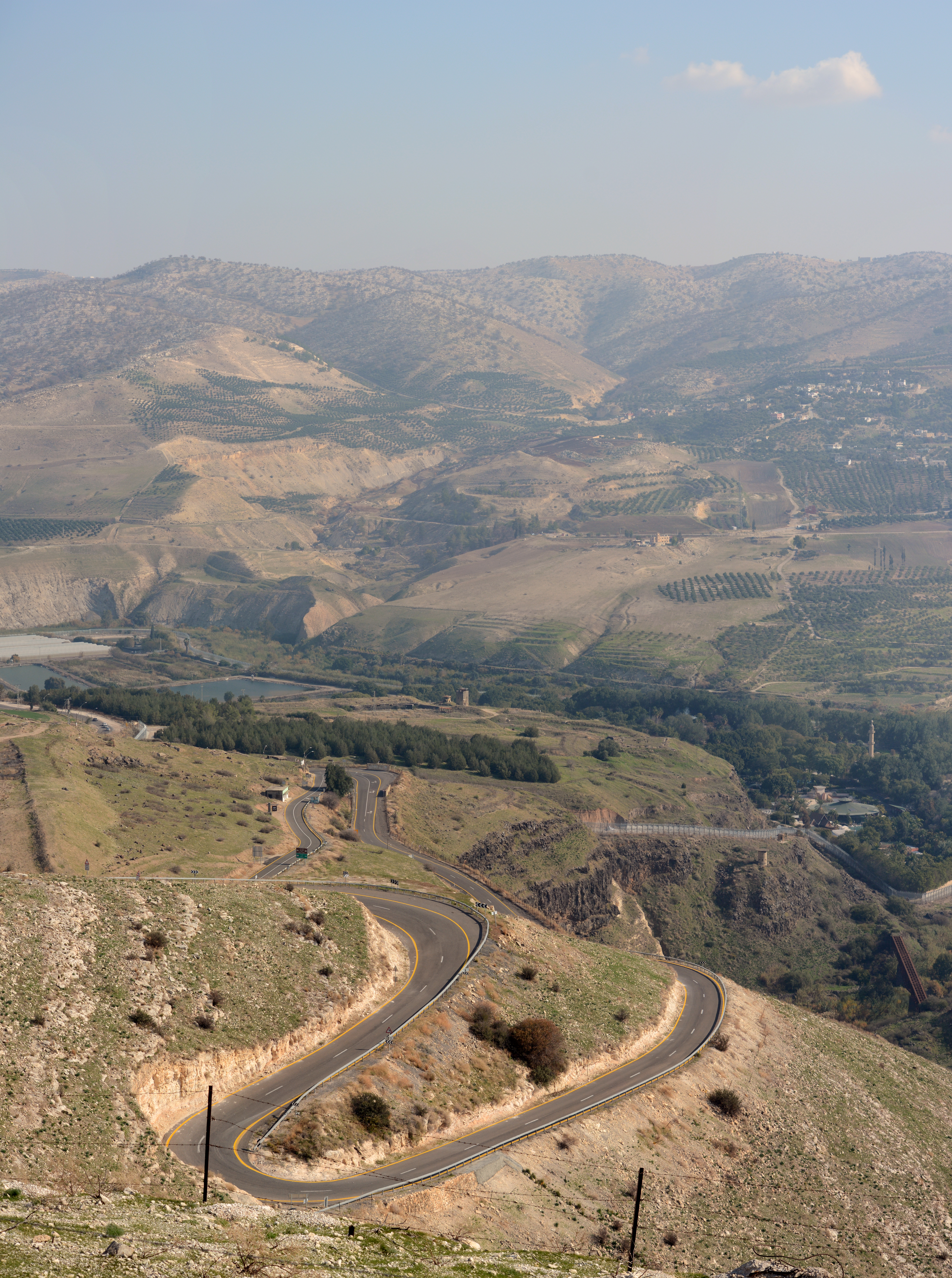
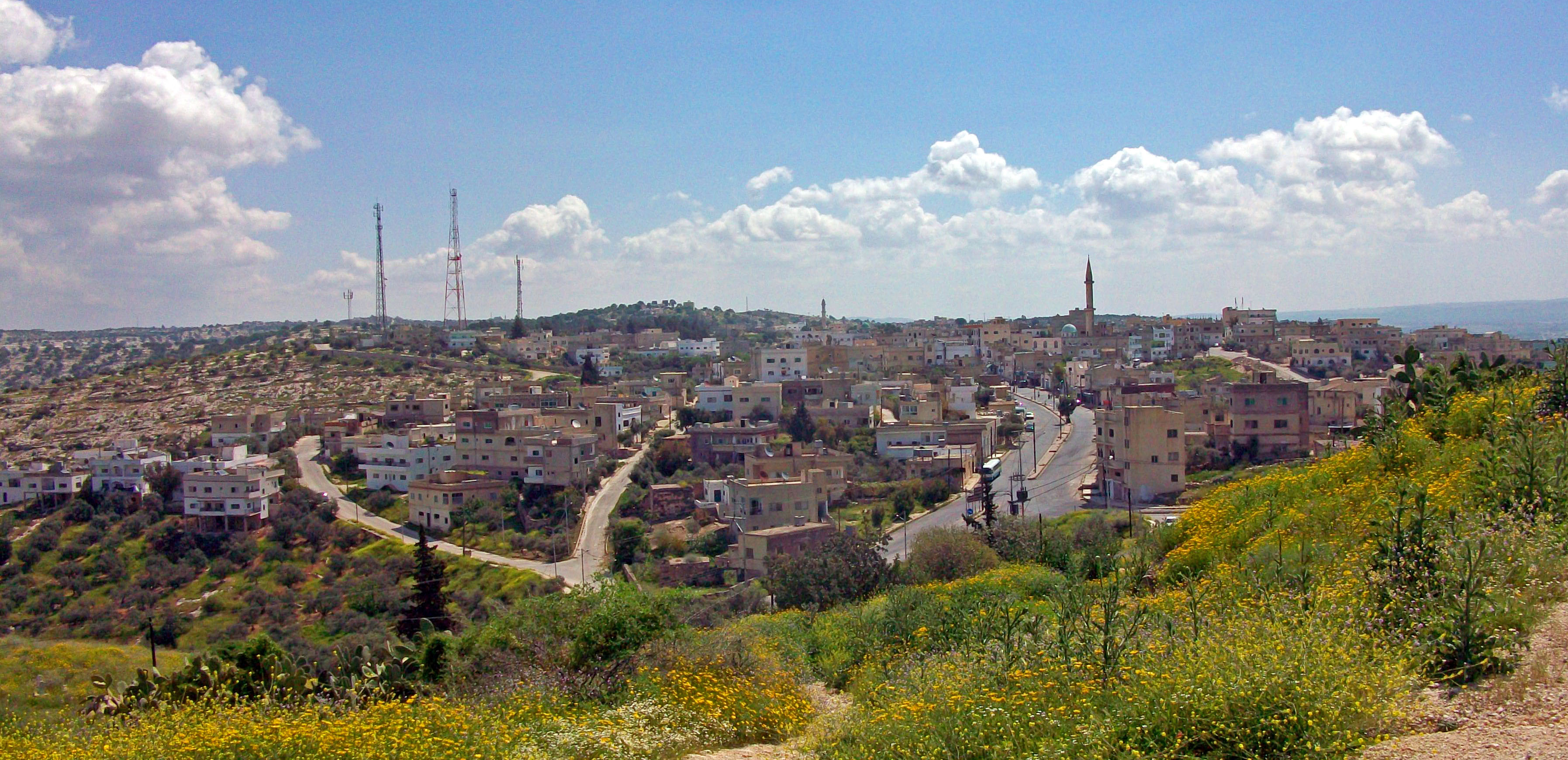
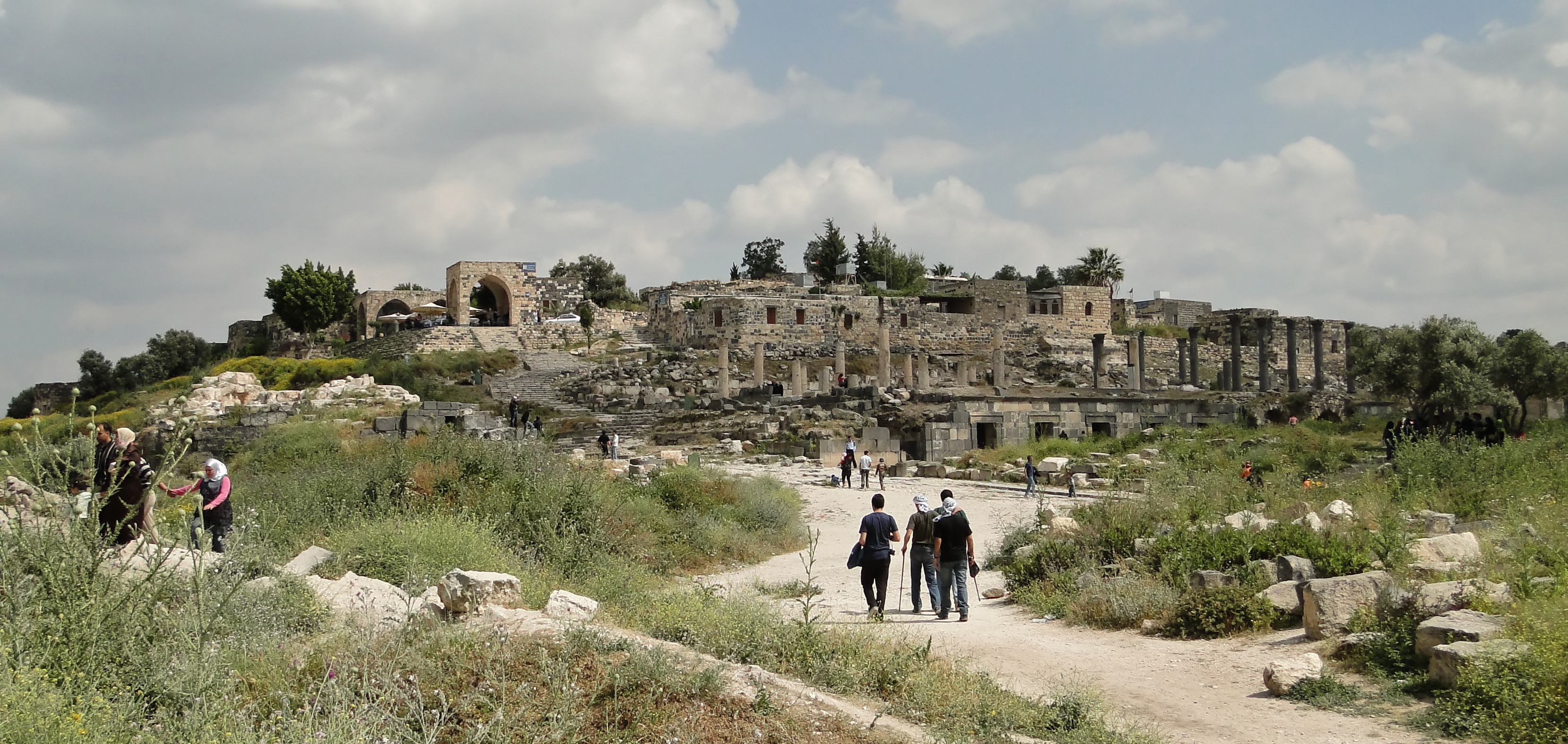
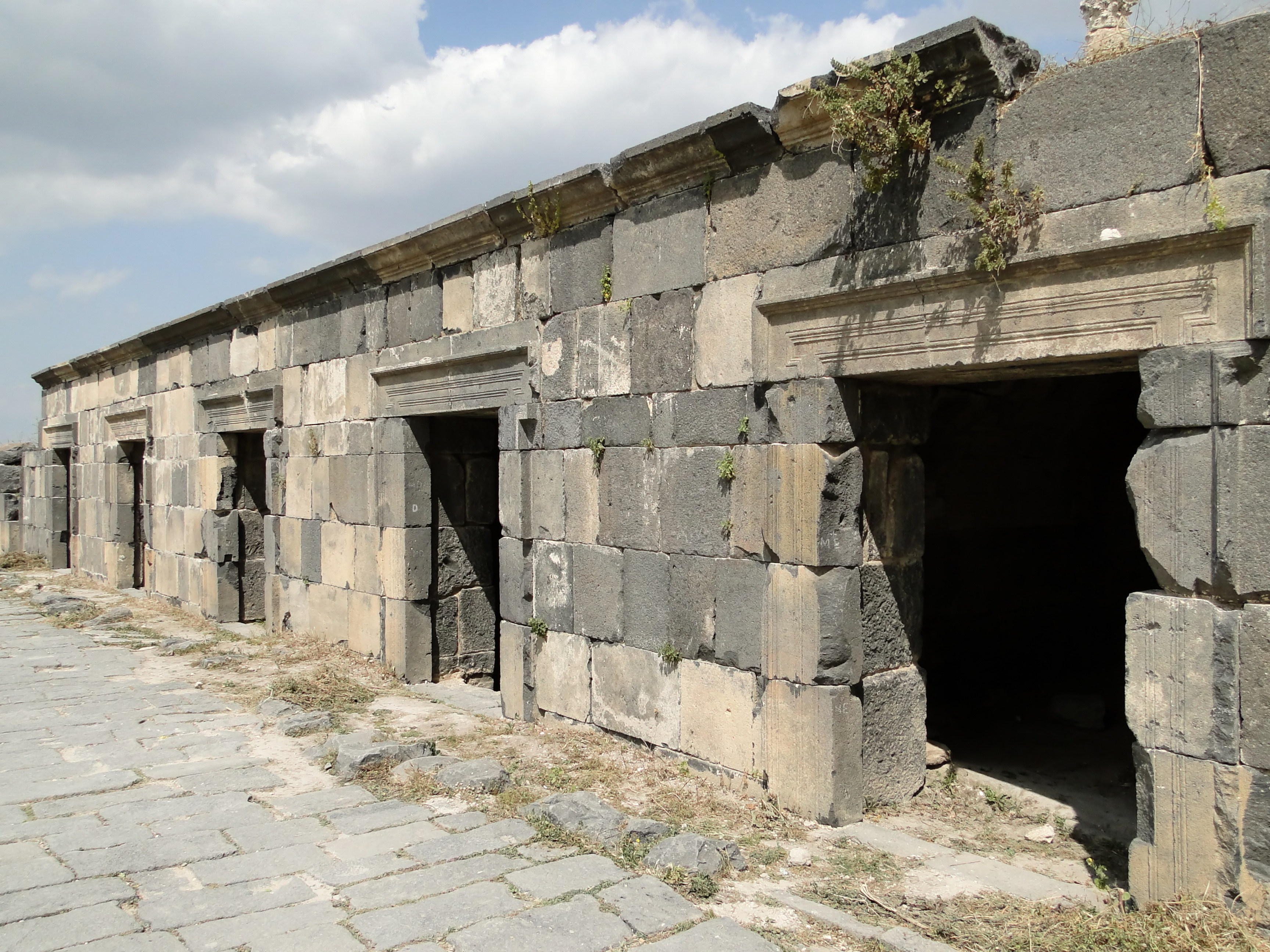
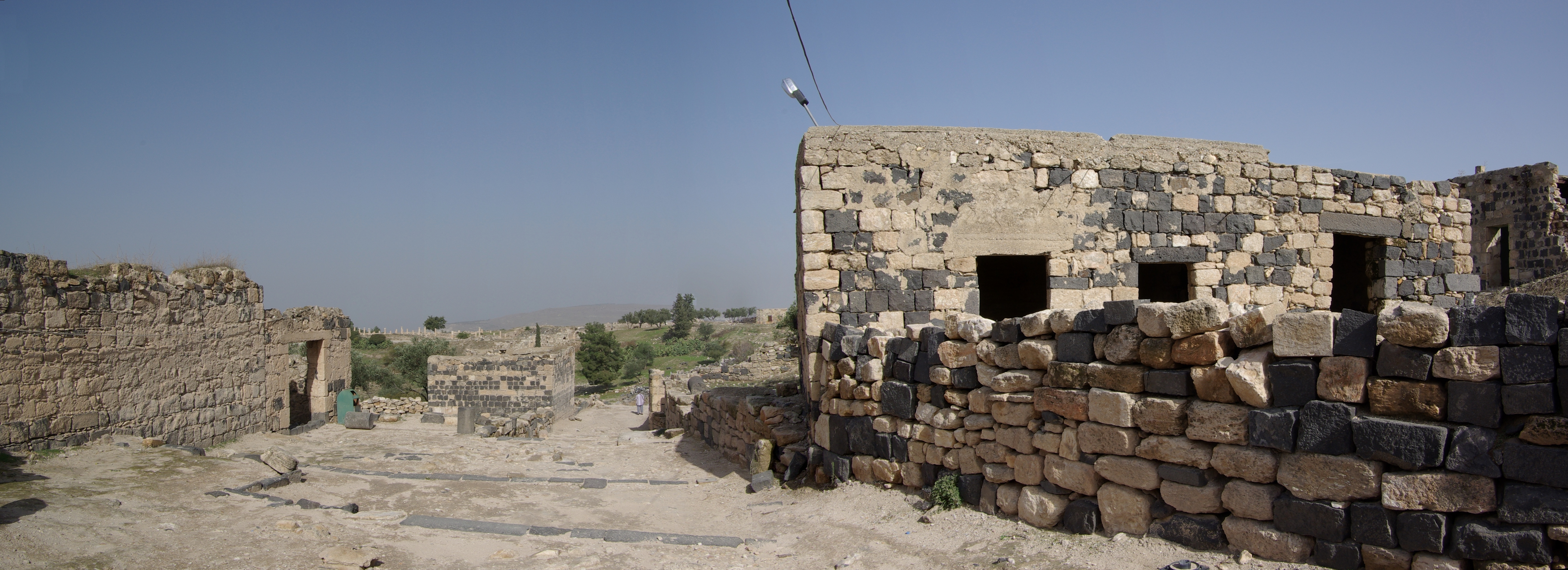
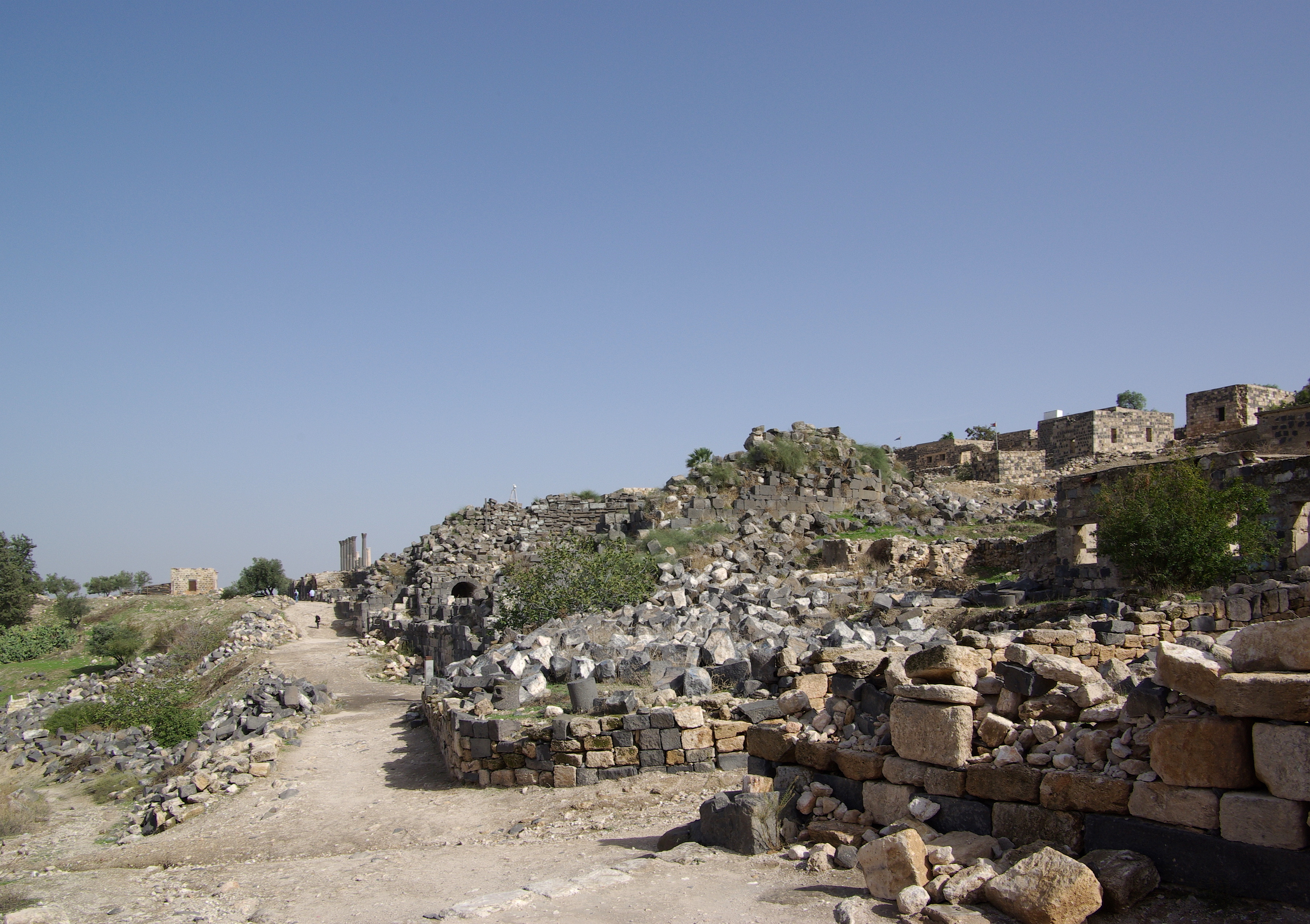
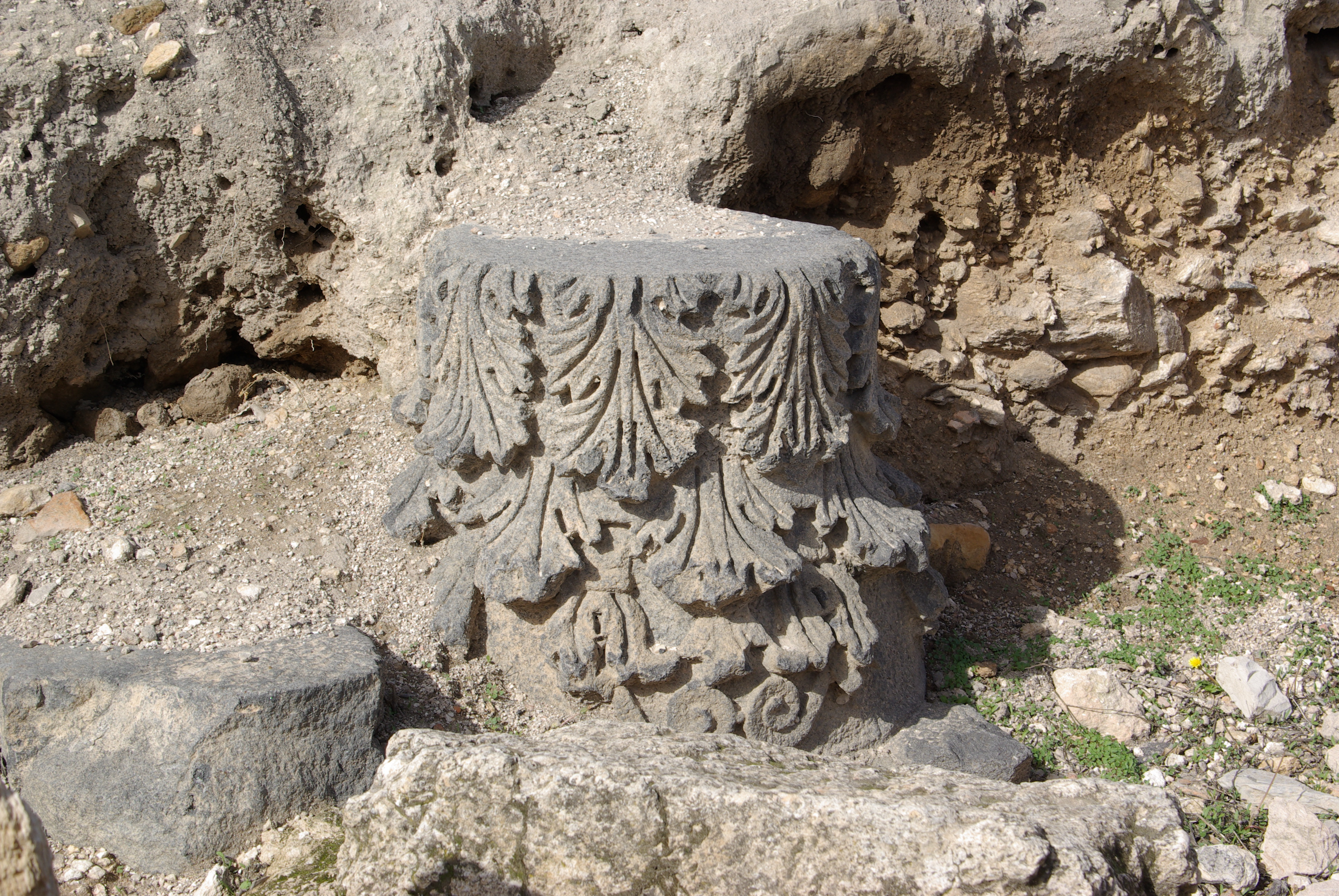
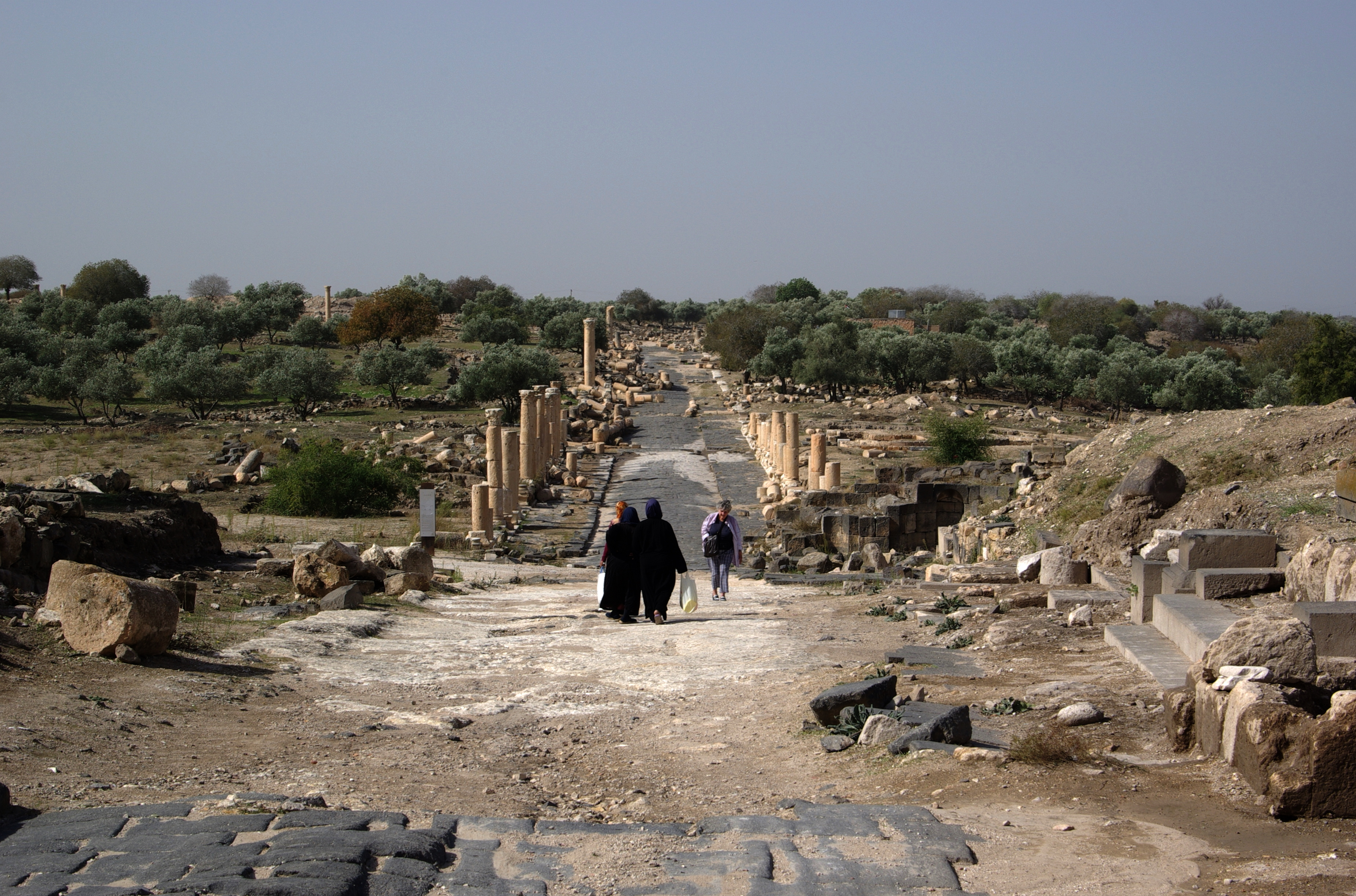
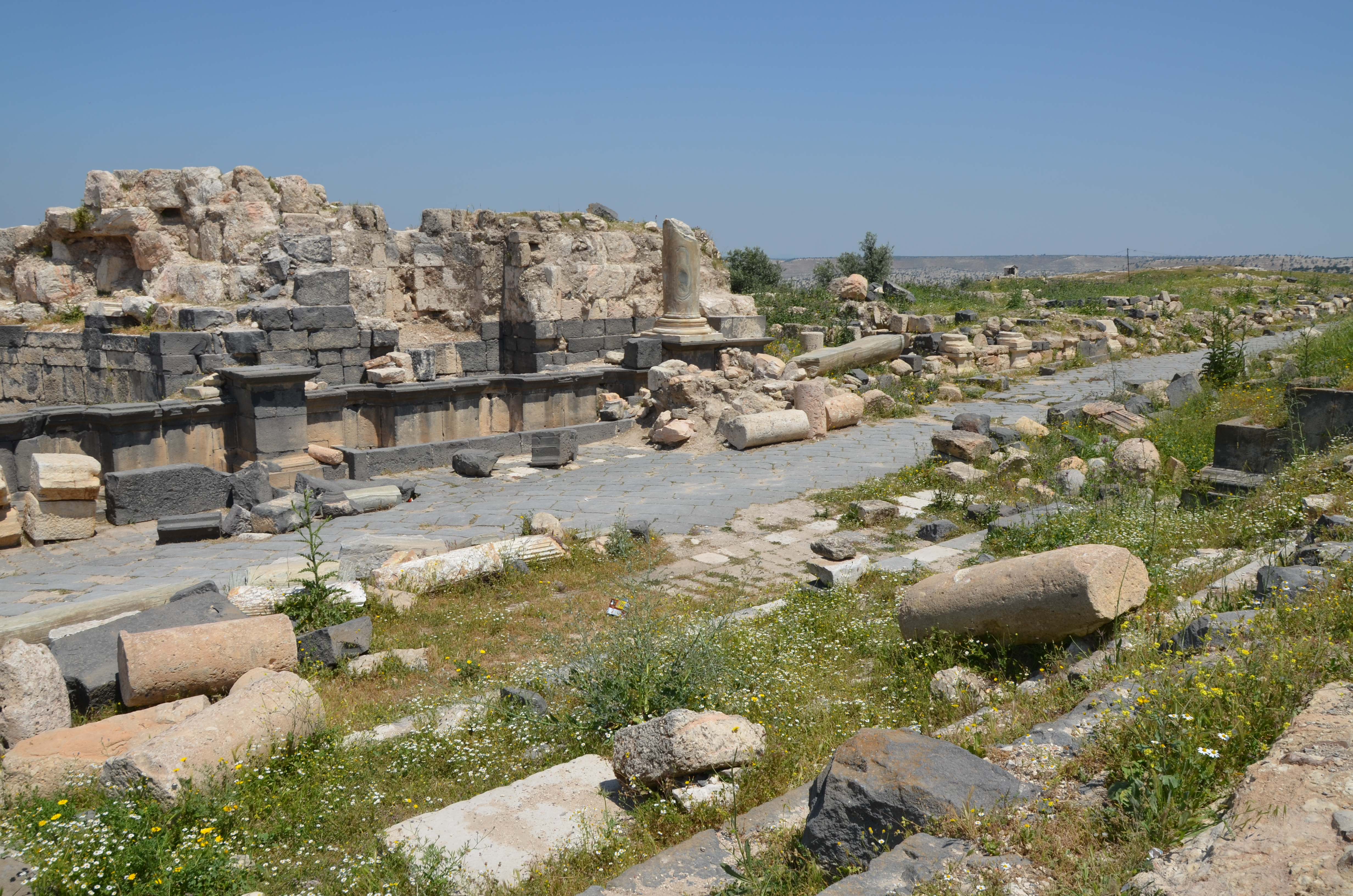
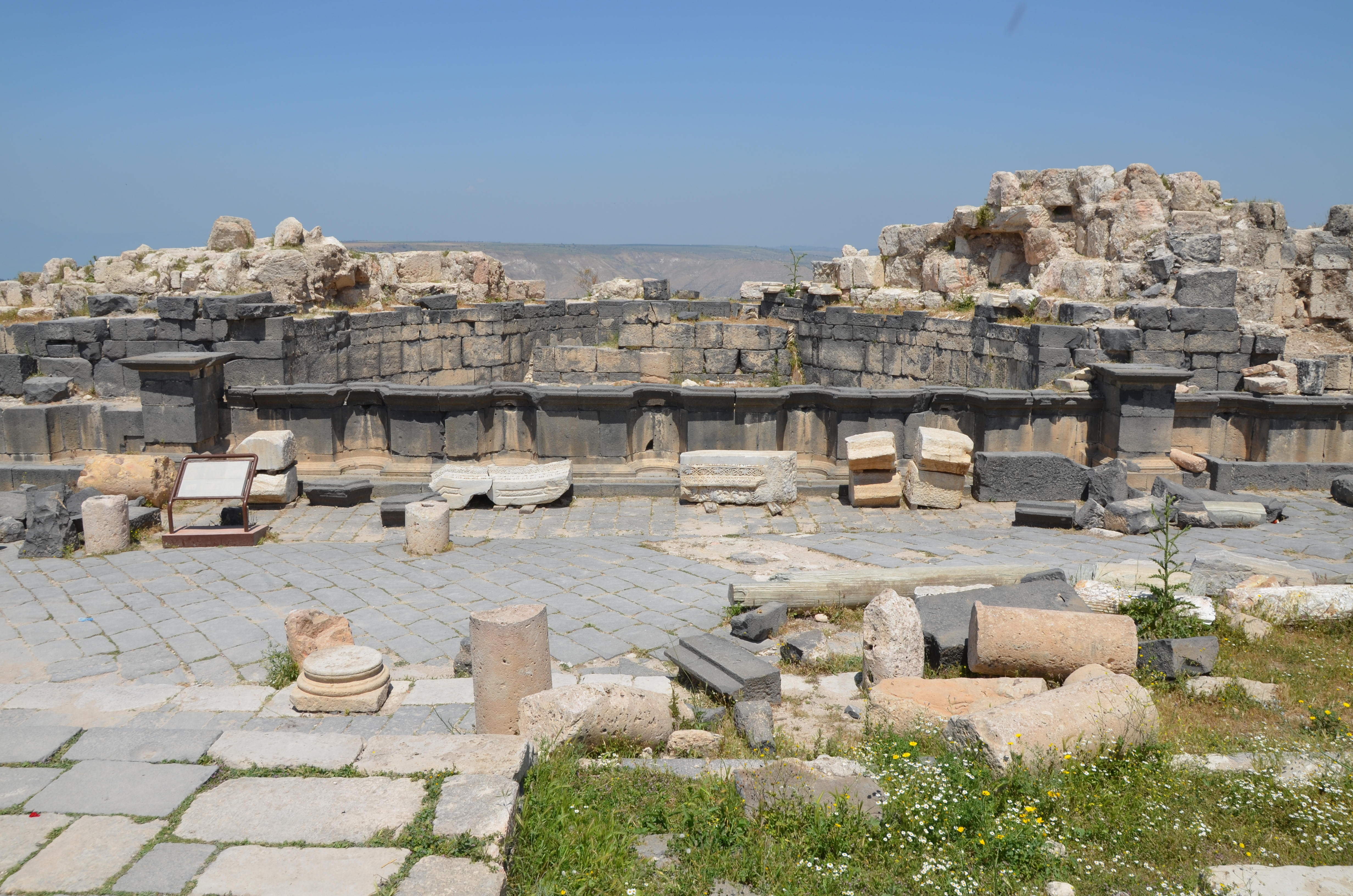
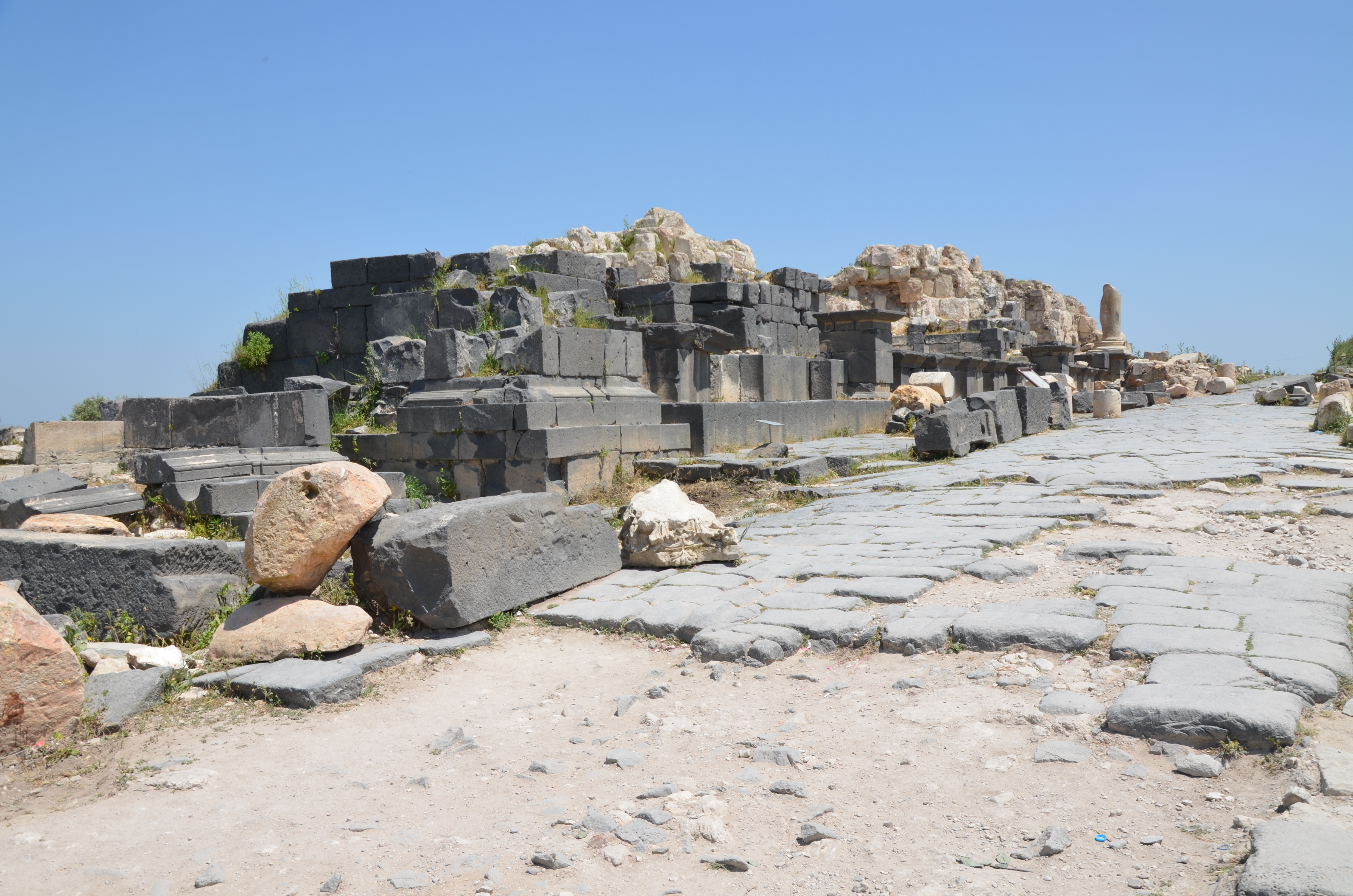
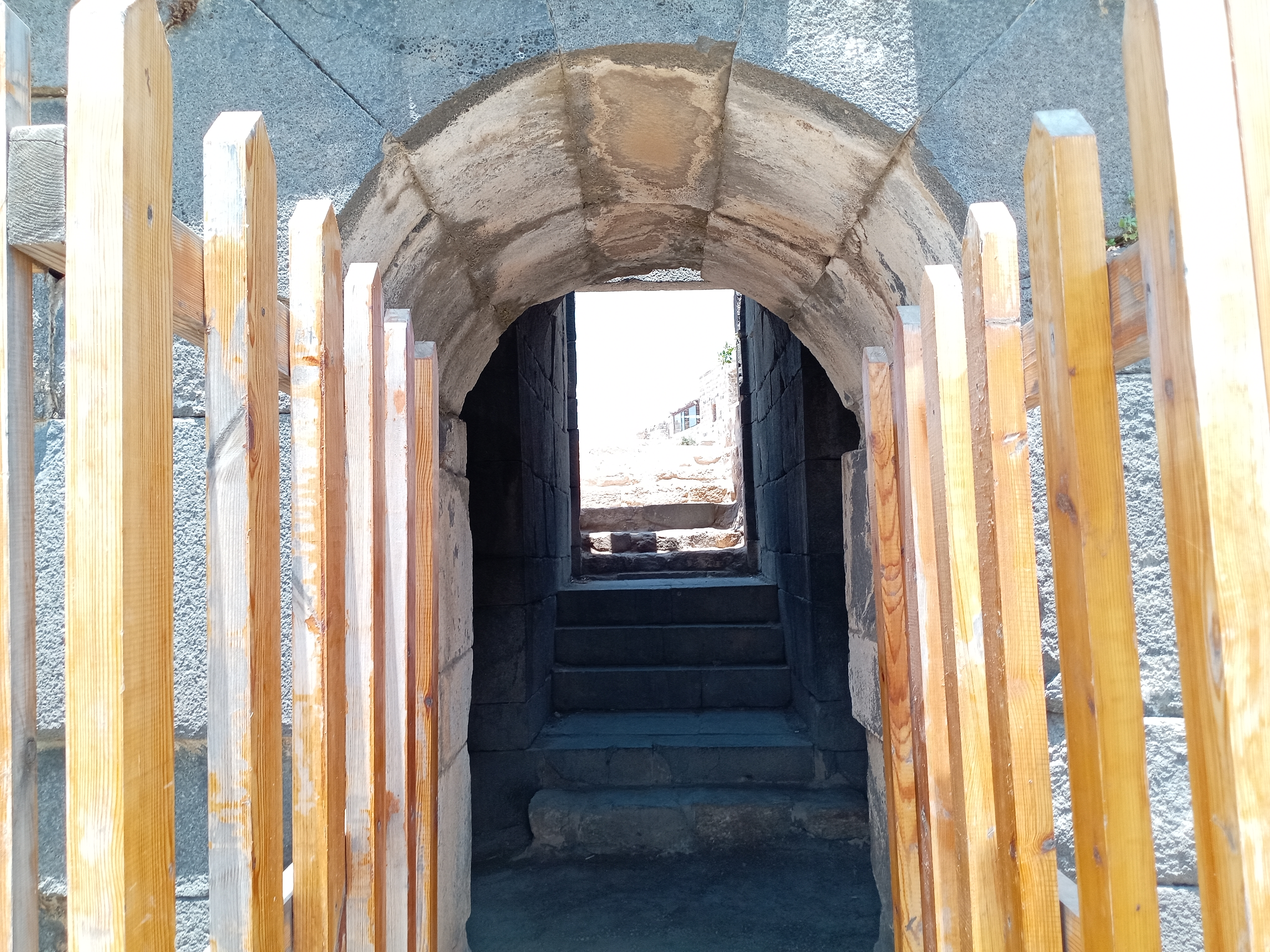
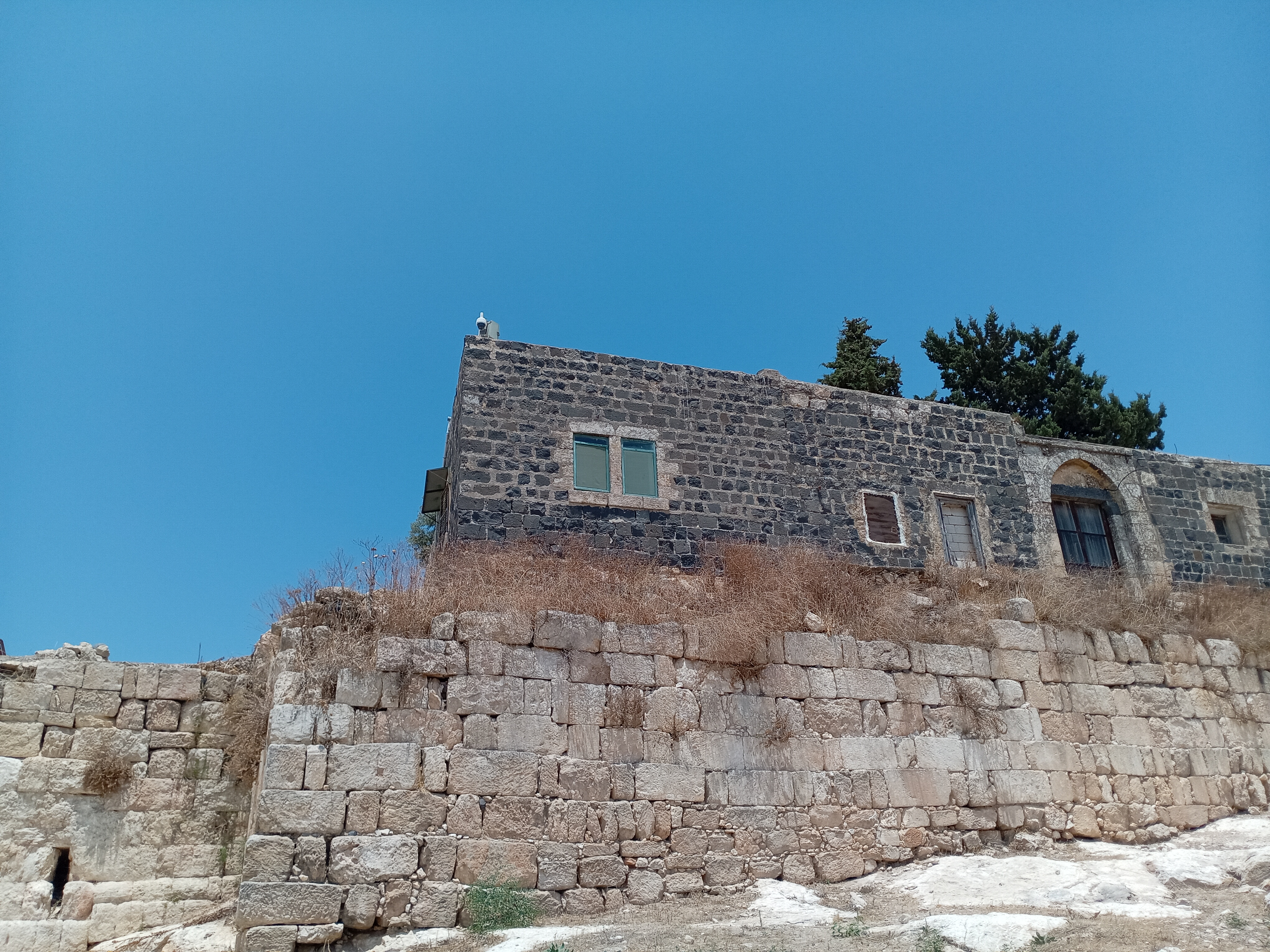
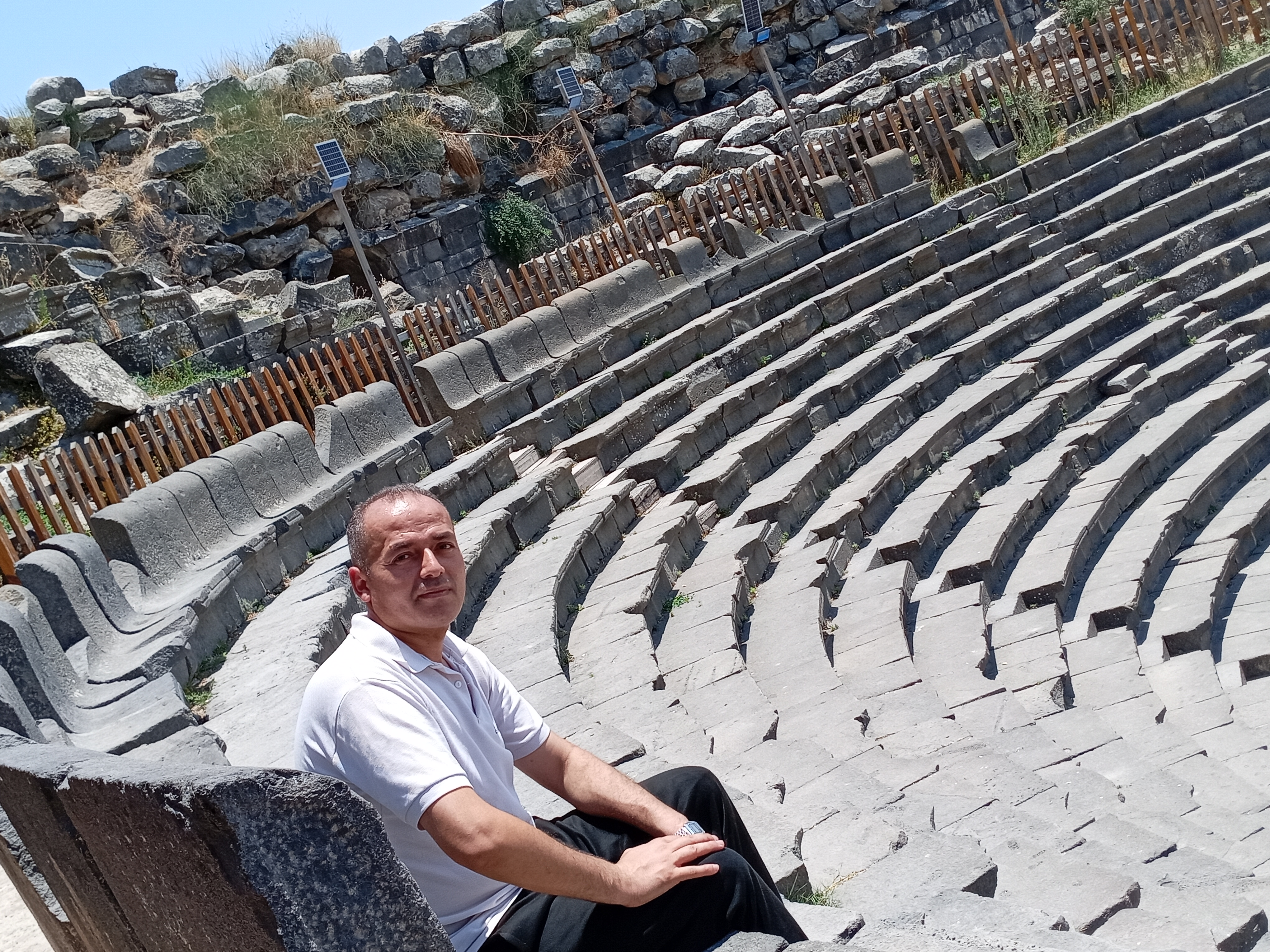
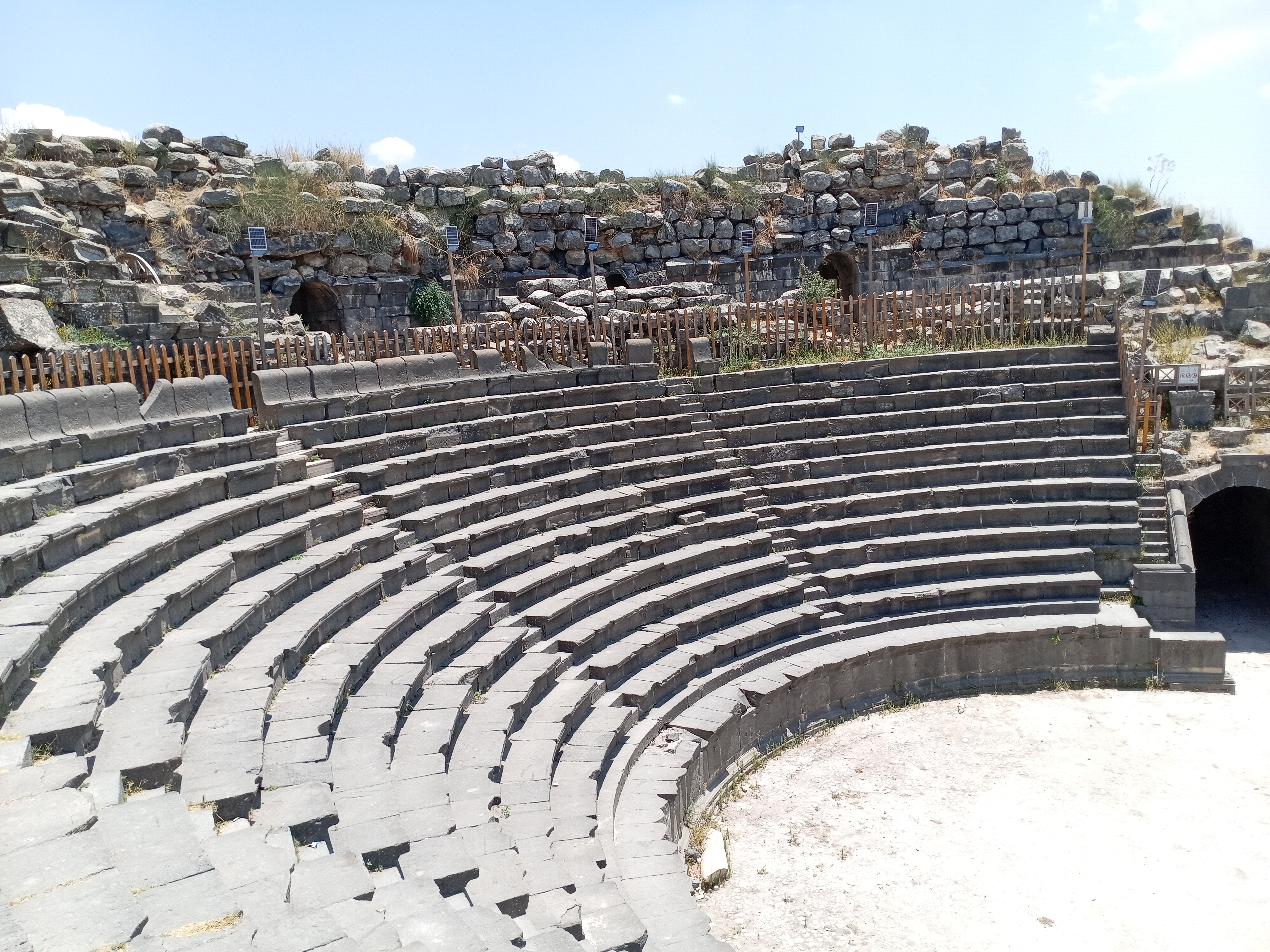
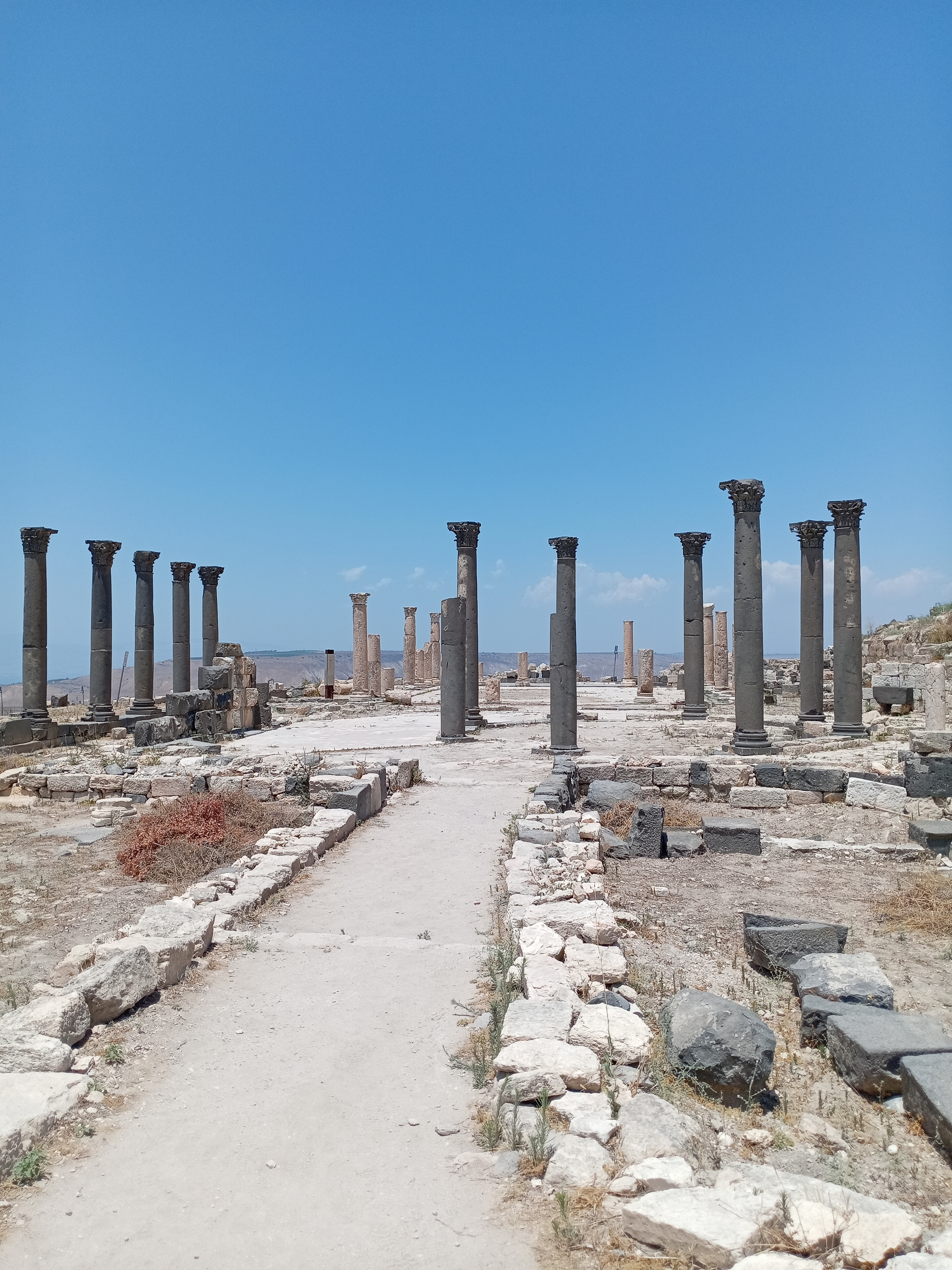
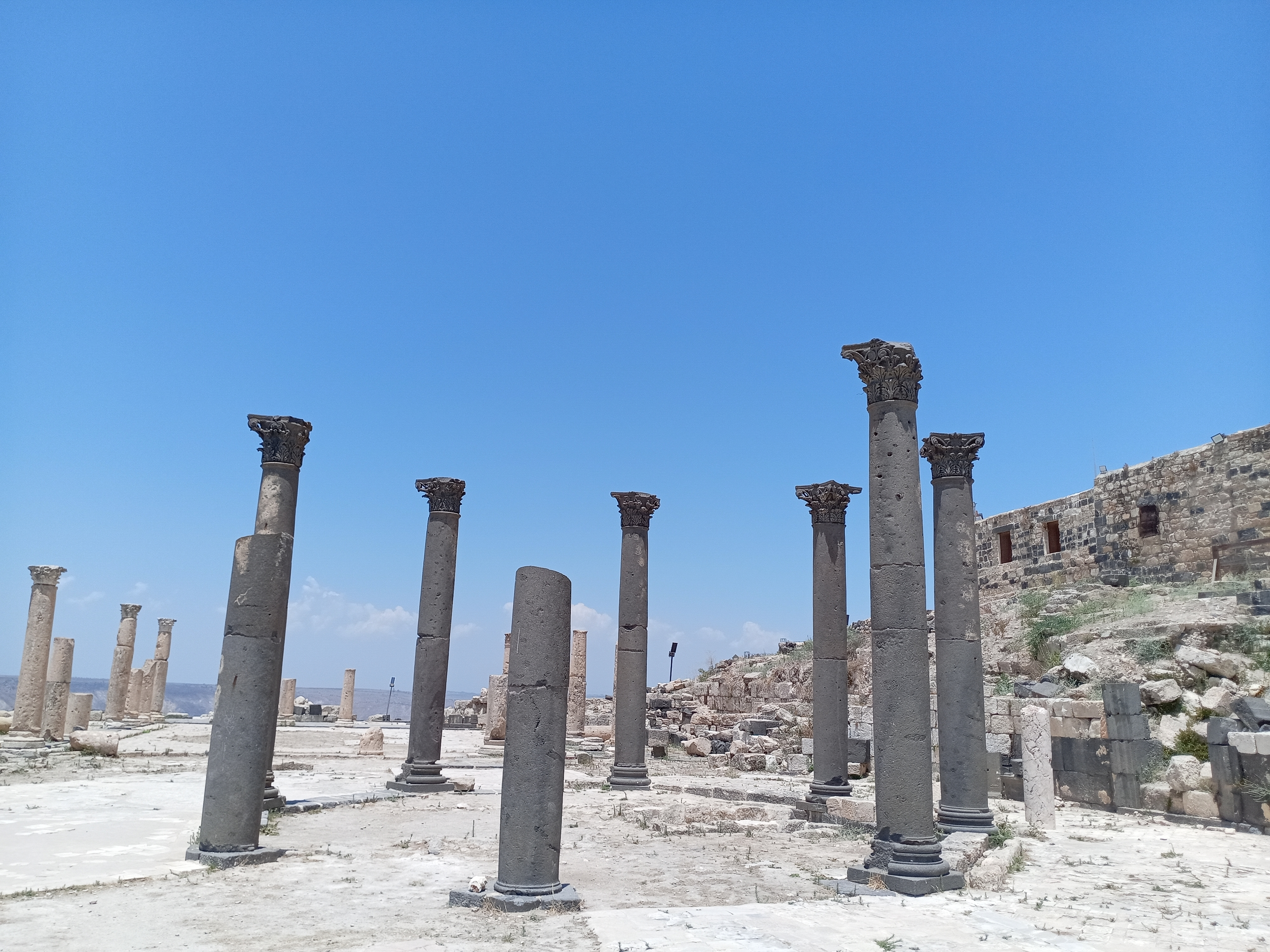
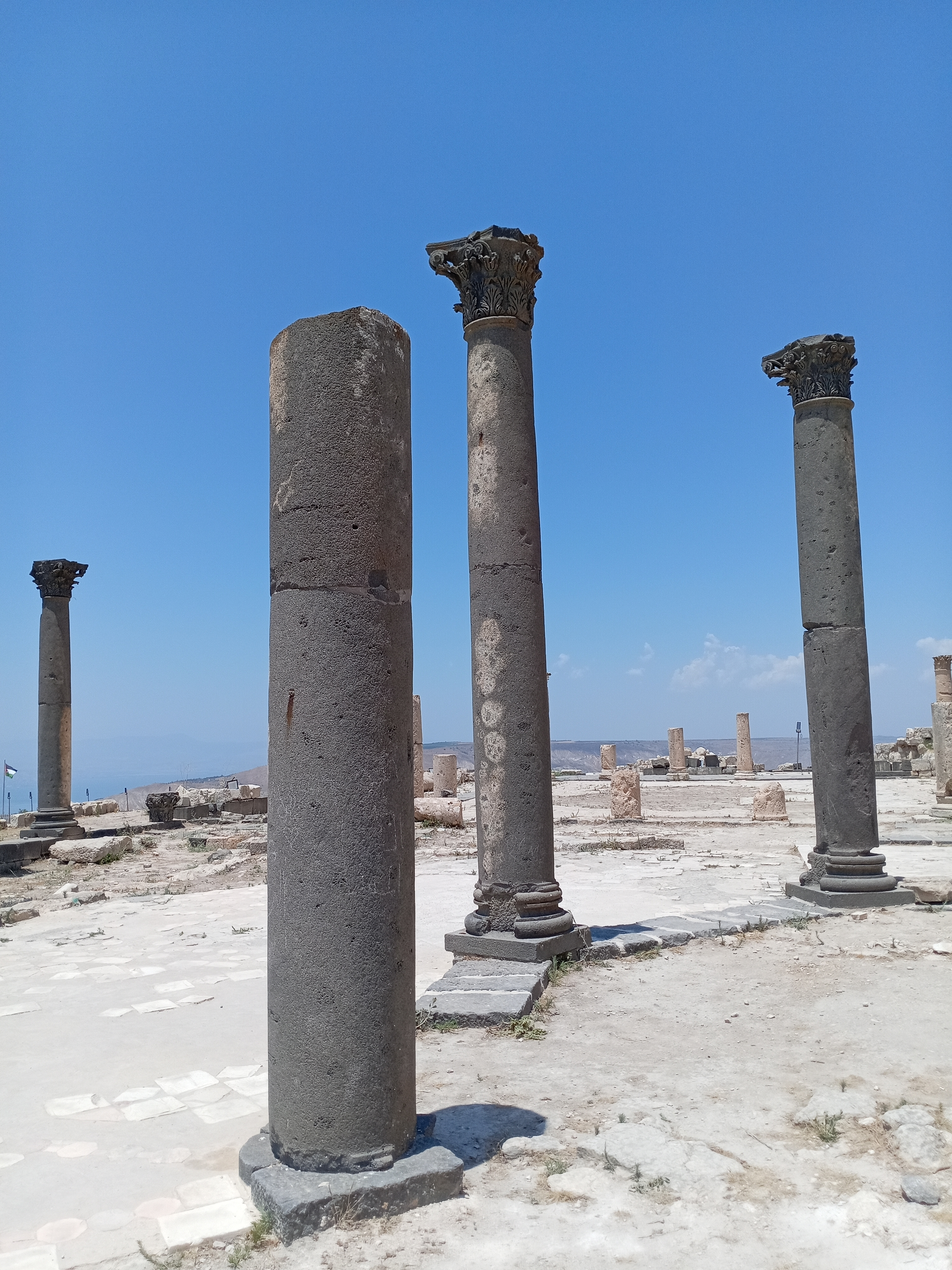
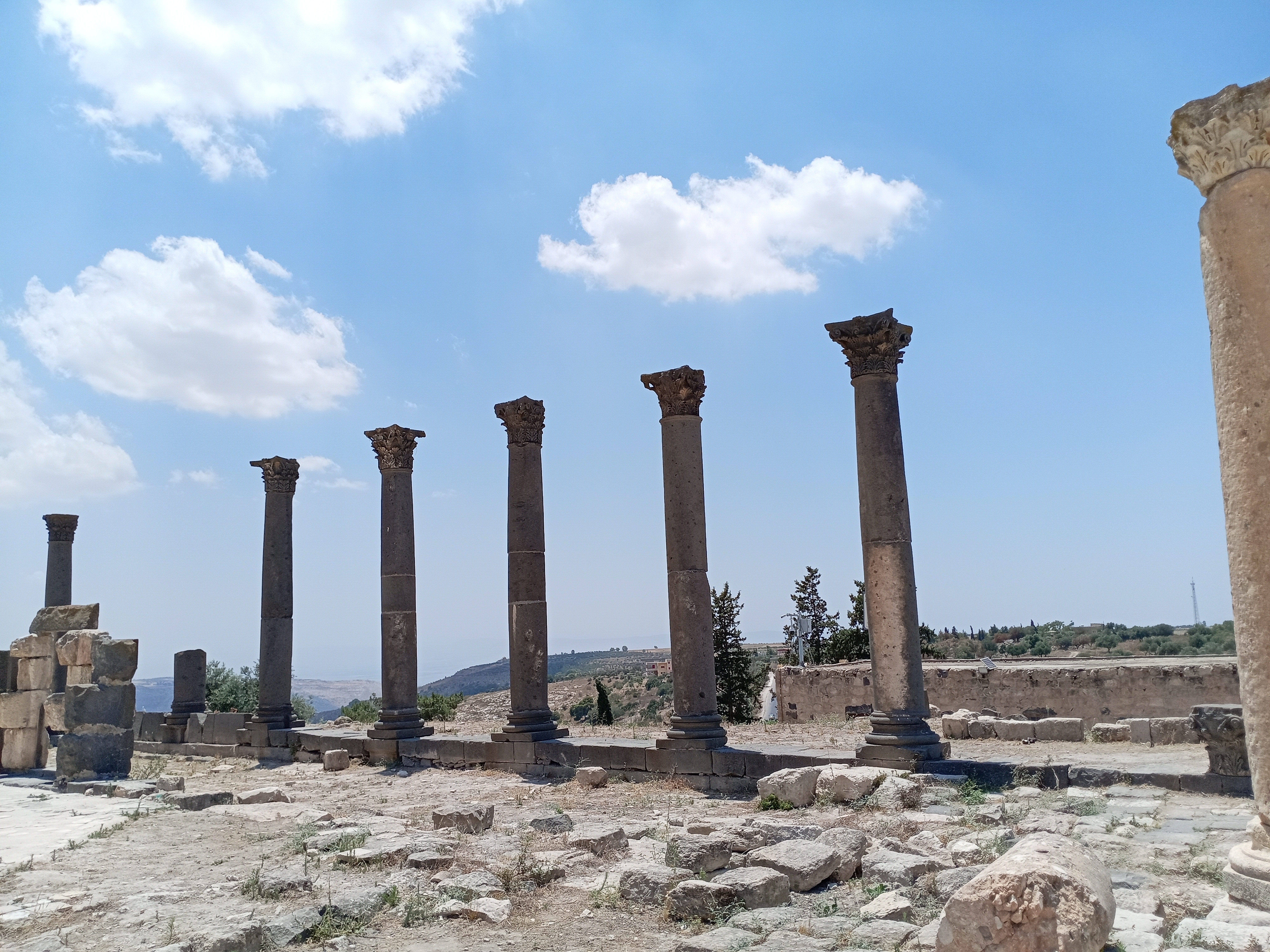
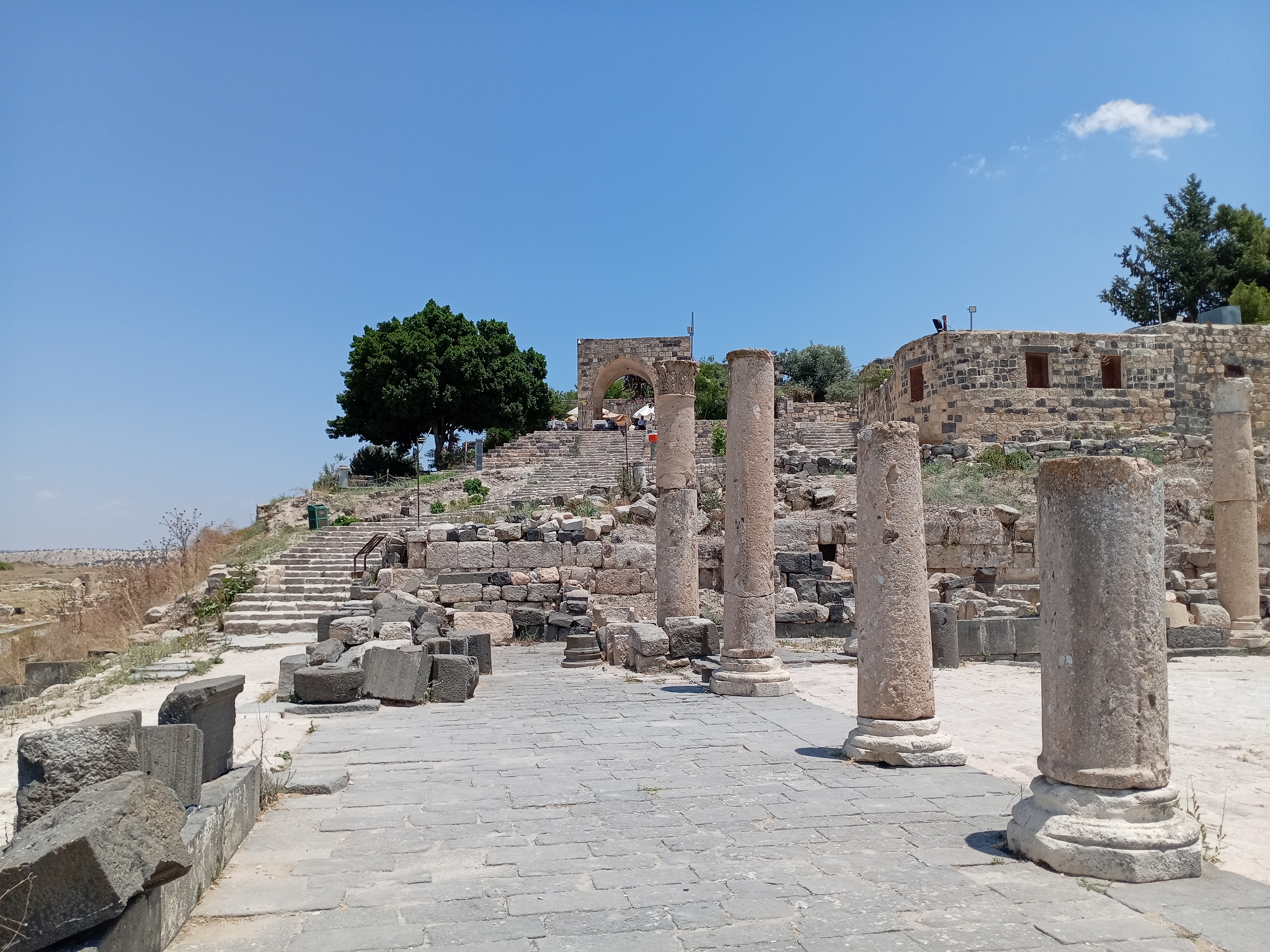
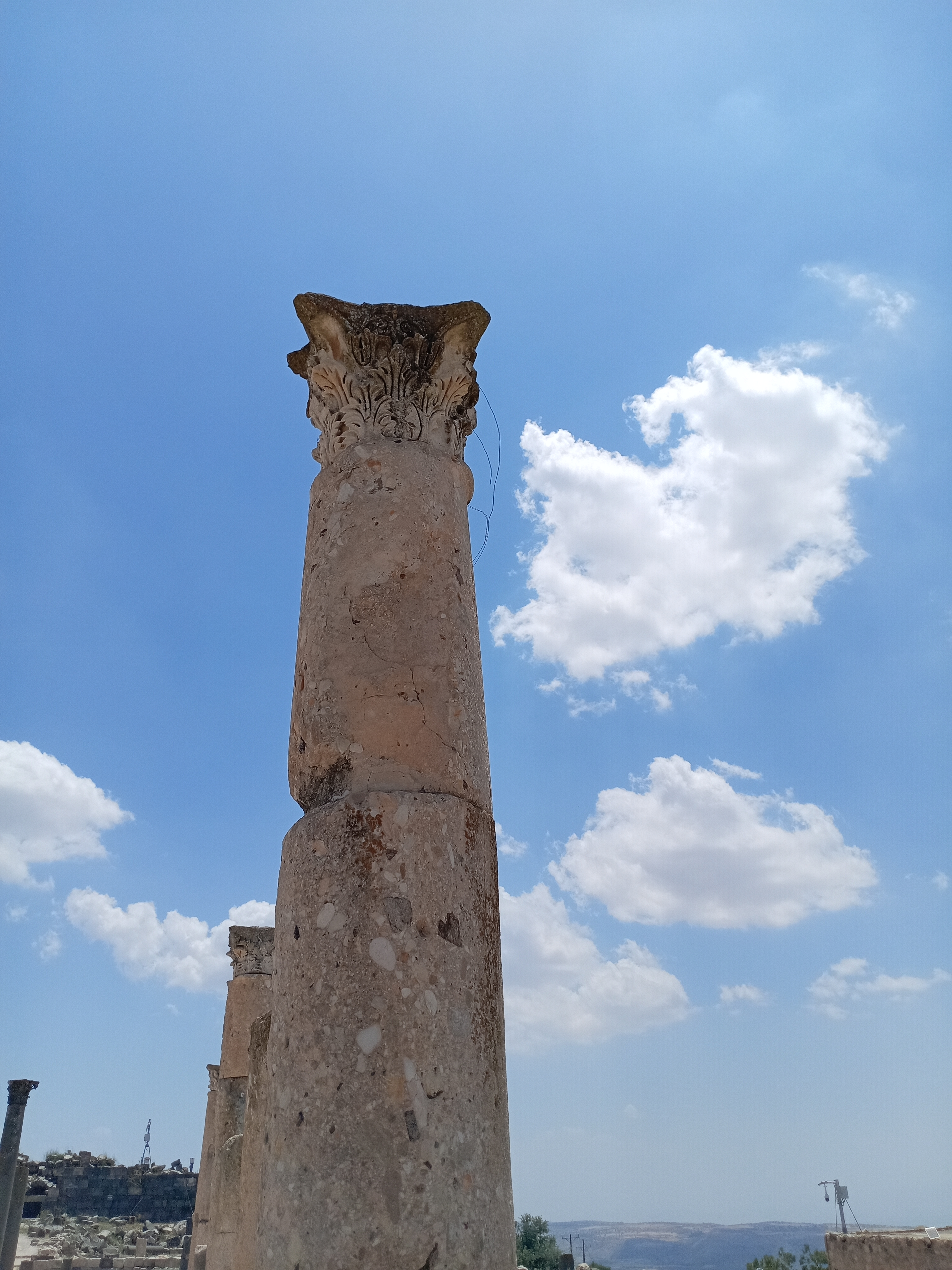
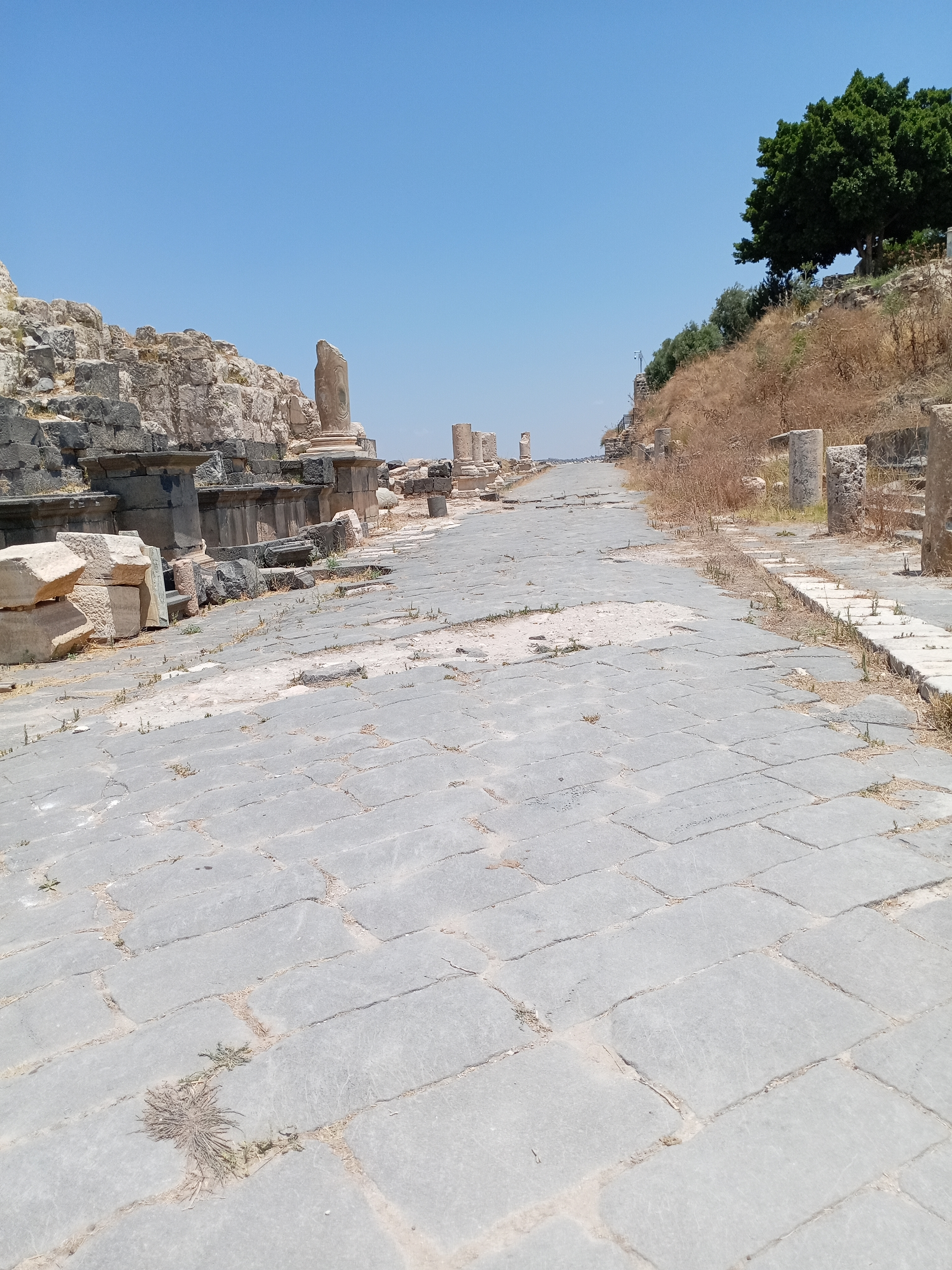
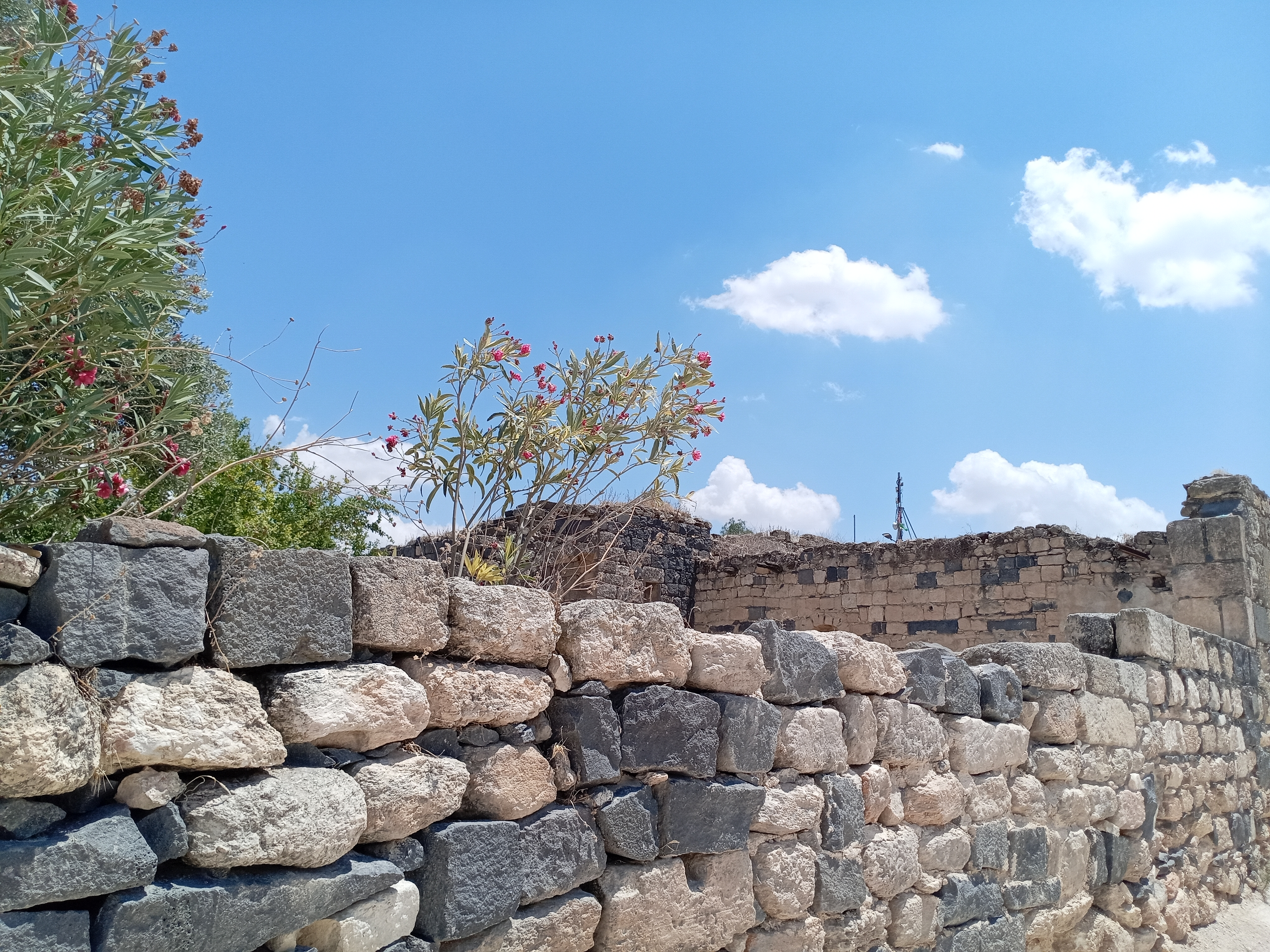
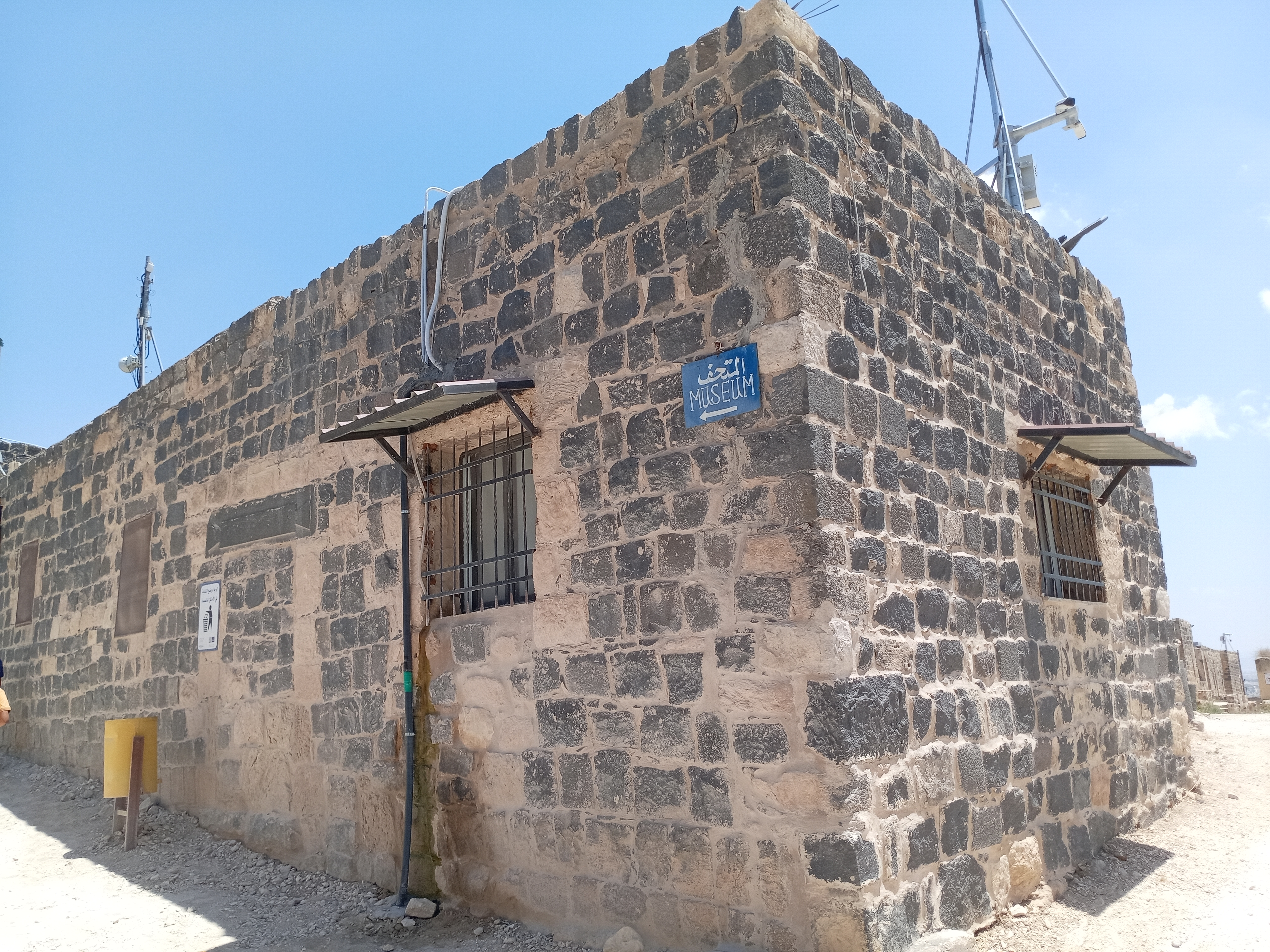
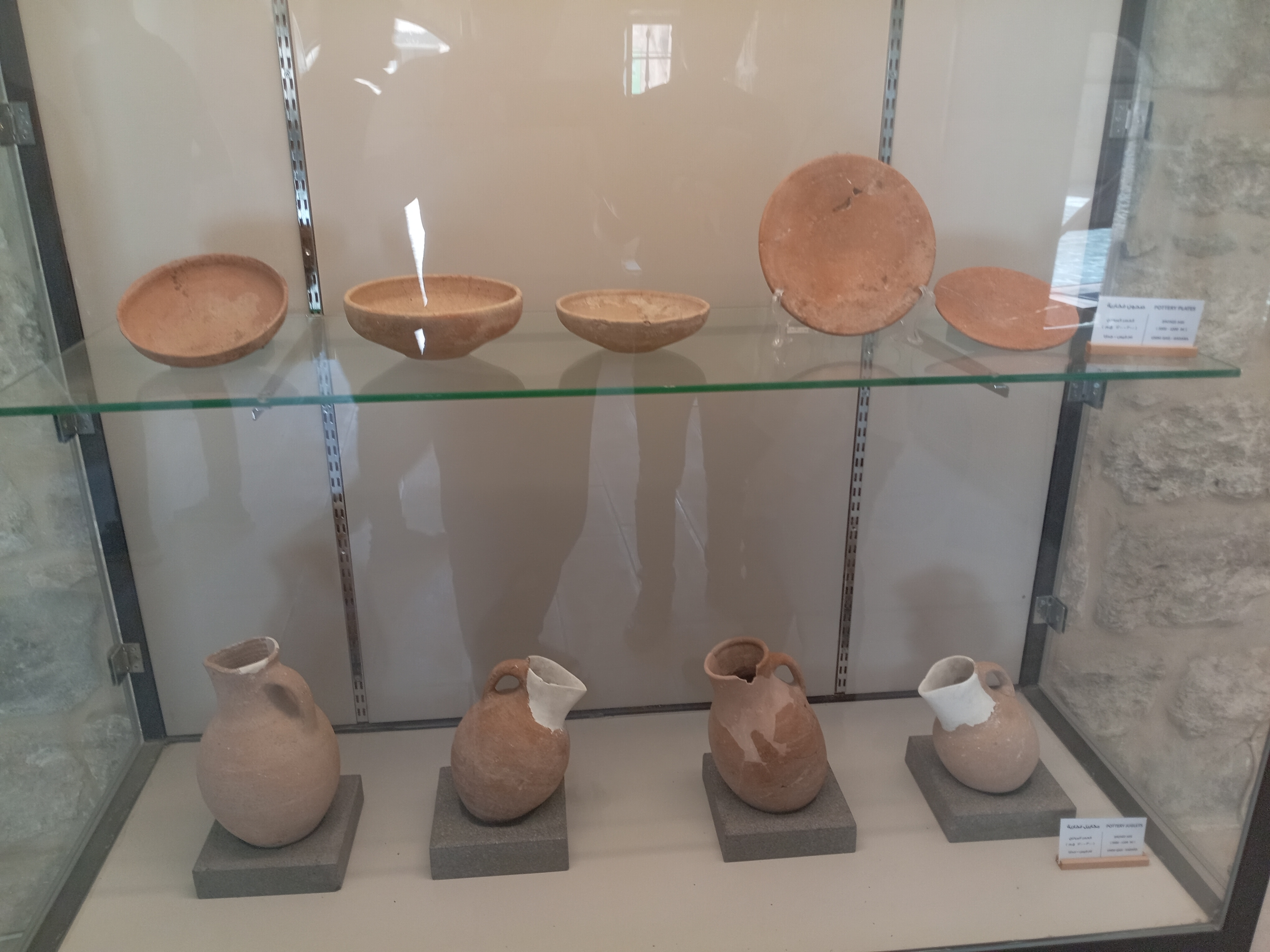
داخل متحف ام قيس
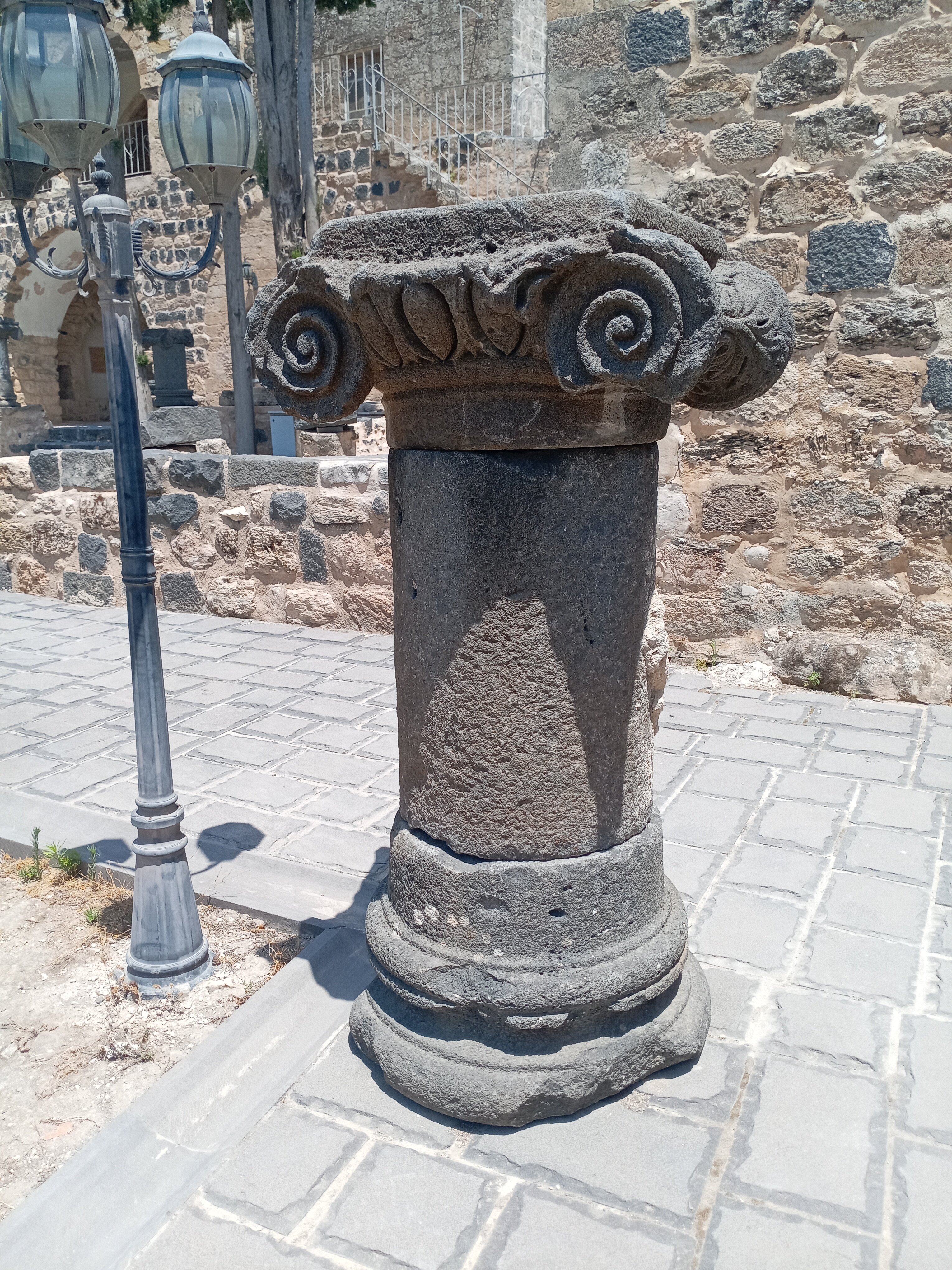